# Adótorony
Az adótorony olyan általában műsorszórásra és telekommunikációs célra használatos építmény, amely a mobiltelefon, a rádió vagy a televízió jeleit továbbítja modulált rádióhullámok által. Általában 10 méternél magasabb építmények, amelyek gyakran dombok vagy hegyek tetején vannak elhelyezve, hogy minél távolabbról lehessen venni az általuk sugárzott jeleket.
Az adótorony a rajta elhelyezett antennák közvetítésével a tér minden irányába sugározhat jeleket (körsugárzó), vagy csak egy adott területre irányítottan.

## Ismertebb adótornyok

### Magyarországon
- Lakihegyi adótorony (Szigetszentmiklós)
- Pécsi TV-torony (Pécs)
- Telefontorony (Szeged)
- Száva utcai adótorony (Budapest X. kerülete)
- Solti rádióadó (Solt)
- Szentesi tévétorony (Szentes)
- Széchenyi-hegyi adótorony (Budapest XII. kerülete)
- Kékestetői tévétorony (Gyöngyös)
- Zalaegerszegi tévétorony (Zalaegerszeg)
- Nagykanizsai TV-torony (Újudvar)
- Avasi kilátó (Miskolc)
- Pallagi adótorony (Debrecen)
- ORFK-torony (Budapest II. kerülete)
- Kab-hegyi adótorony (Nagyvázsony)
- Tokaji TV-torony (Tokaj)
- Kiskőrösi adótorony
- Balatonszabadi rádióállomás (Siófok)
- Temesi utcai adótorony (Székesfehérvár)
- Úzdi adótorony (Sárszentlőrinc)
- Besenyszögi rádióállomás (Szolnok)
- Marcali rádióállomás

### Külföldön
- Tokyo Skytree (Tokió)
- CN Tower (Toronto)
- Osztankinói tévétorony (Moszkva)
- Berlini tévétorony (Berlin)
- Tokiói torony (Tokió)
- Sky Tower (Auckland)
- Tallinni tévétorony (Tallinn)
- Olimpiatorony (München)
- BT Tower (London)
- Kelet Gyöngye tévétorony (Sanghaj)
- Milad-torony (Teherán)
- N Szöul-torony (Szöul)
- Žižkovi tévétorony (Prága)

## Képek adótornyokról
(zárójelben az üzembe helyezés évével)

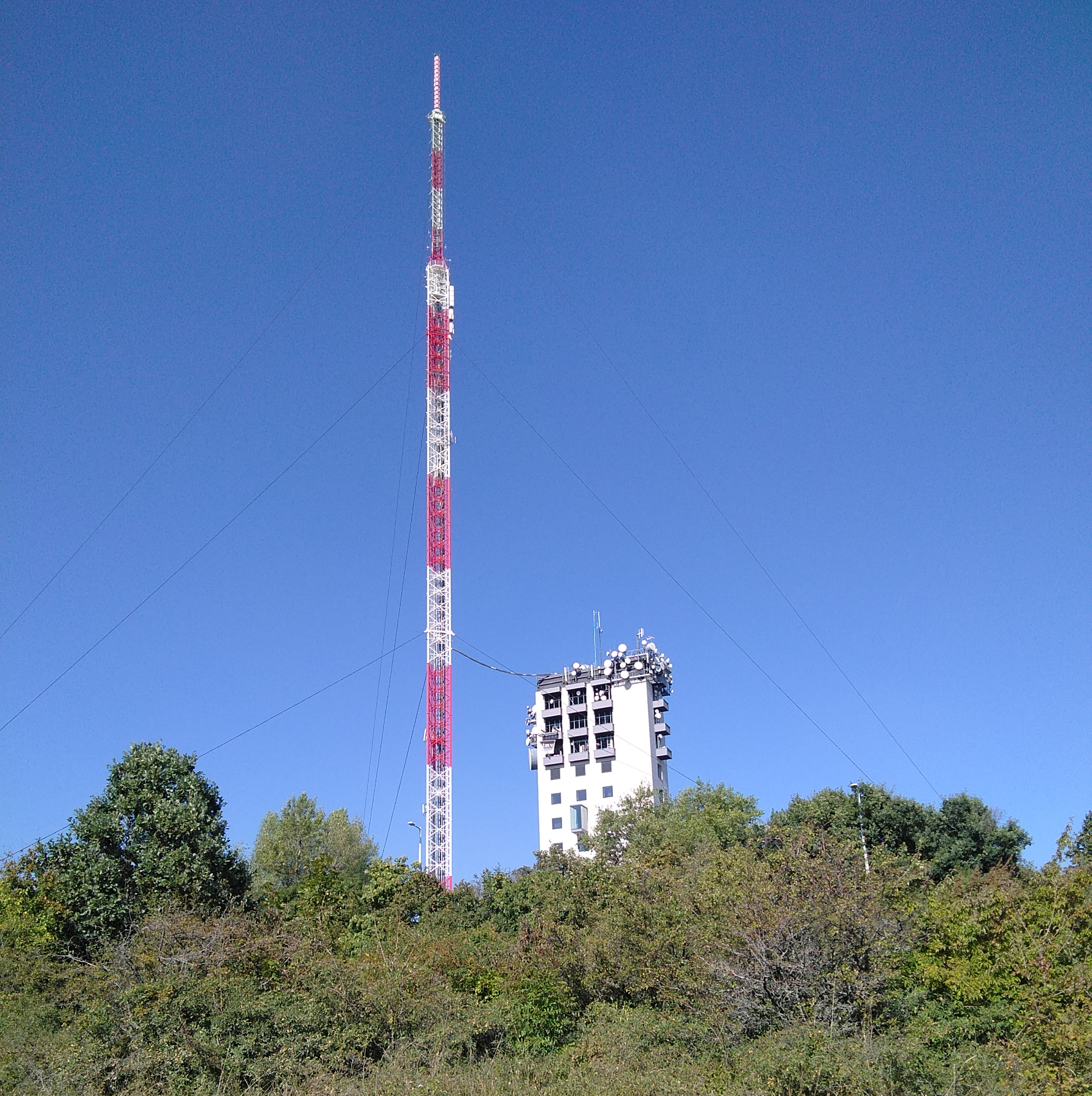
Széchenyi-hegy, Budapest (1958, 1975)
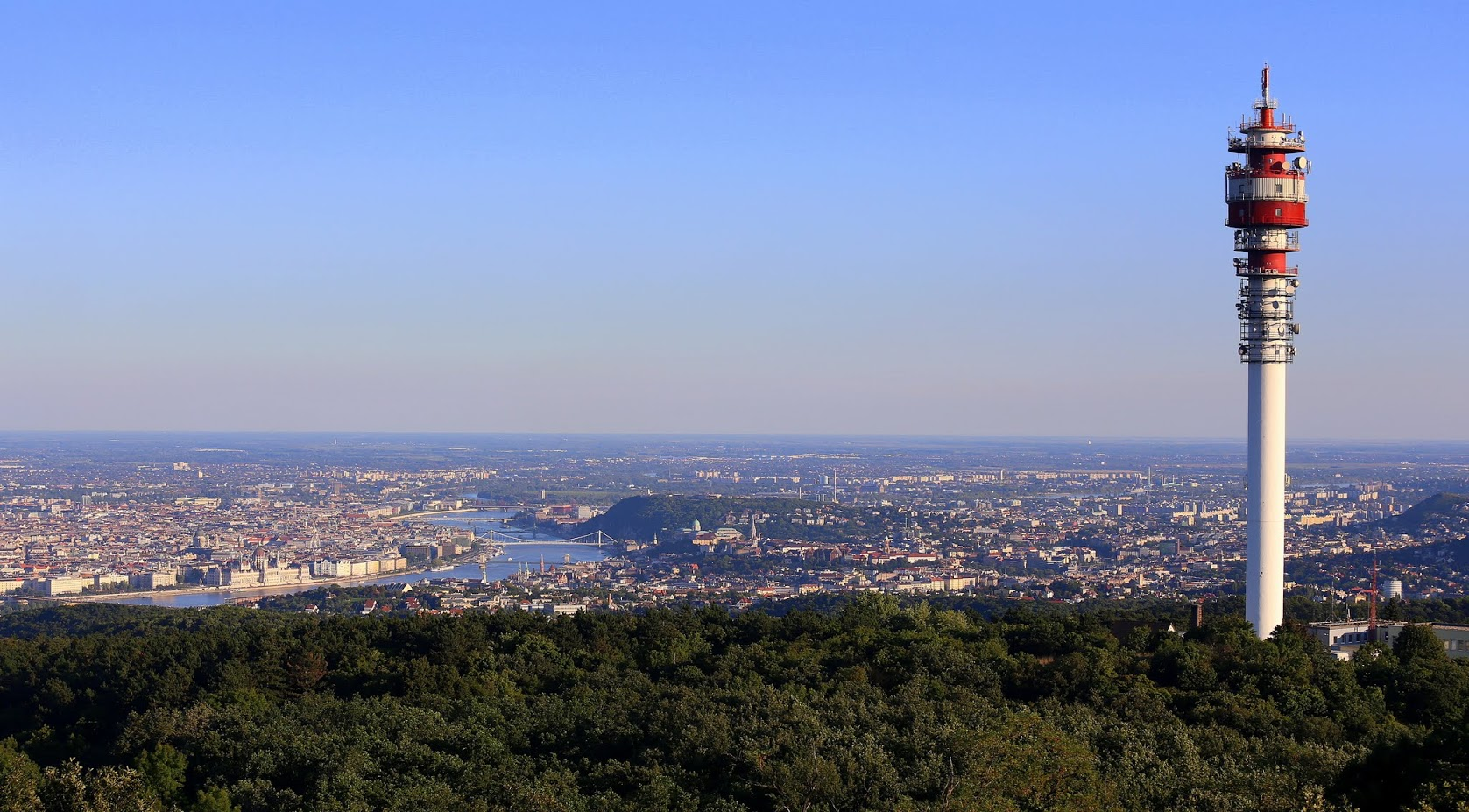
Hármashatár-hegy (Felső-Kecske-hegy), Budapest
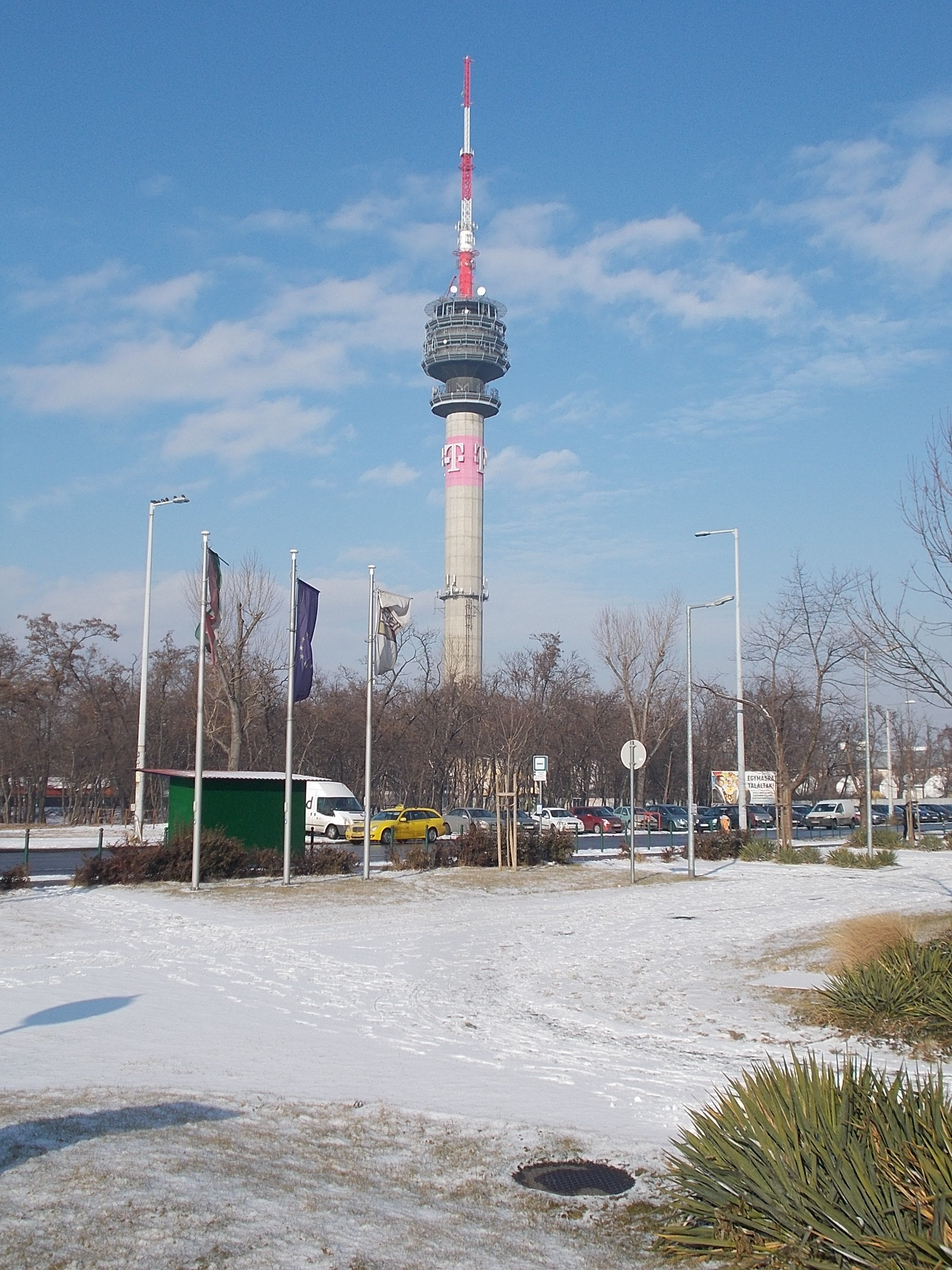
A Száva utcai torony, Budapest (1988)
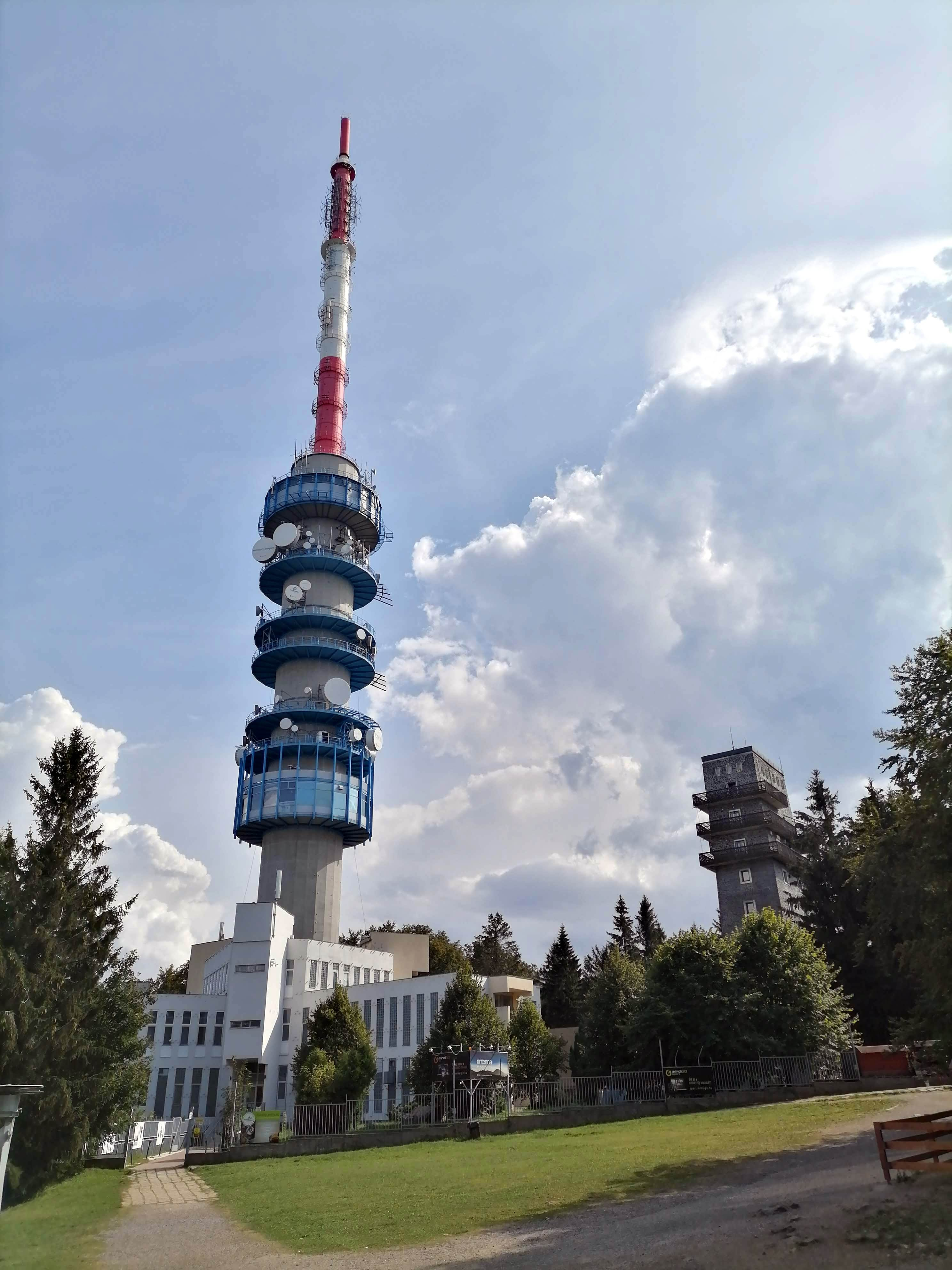
Kékes (Gyöngyös, 1981)
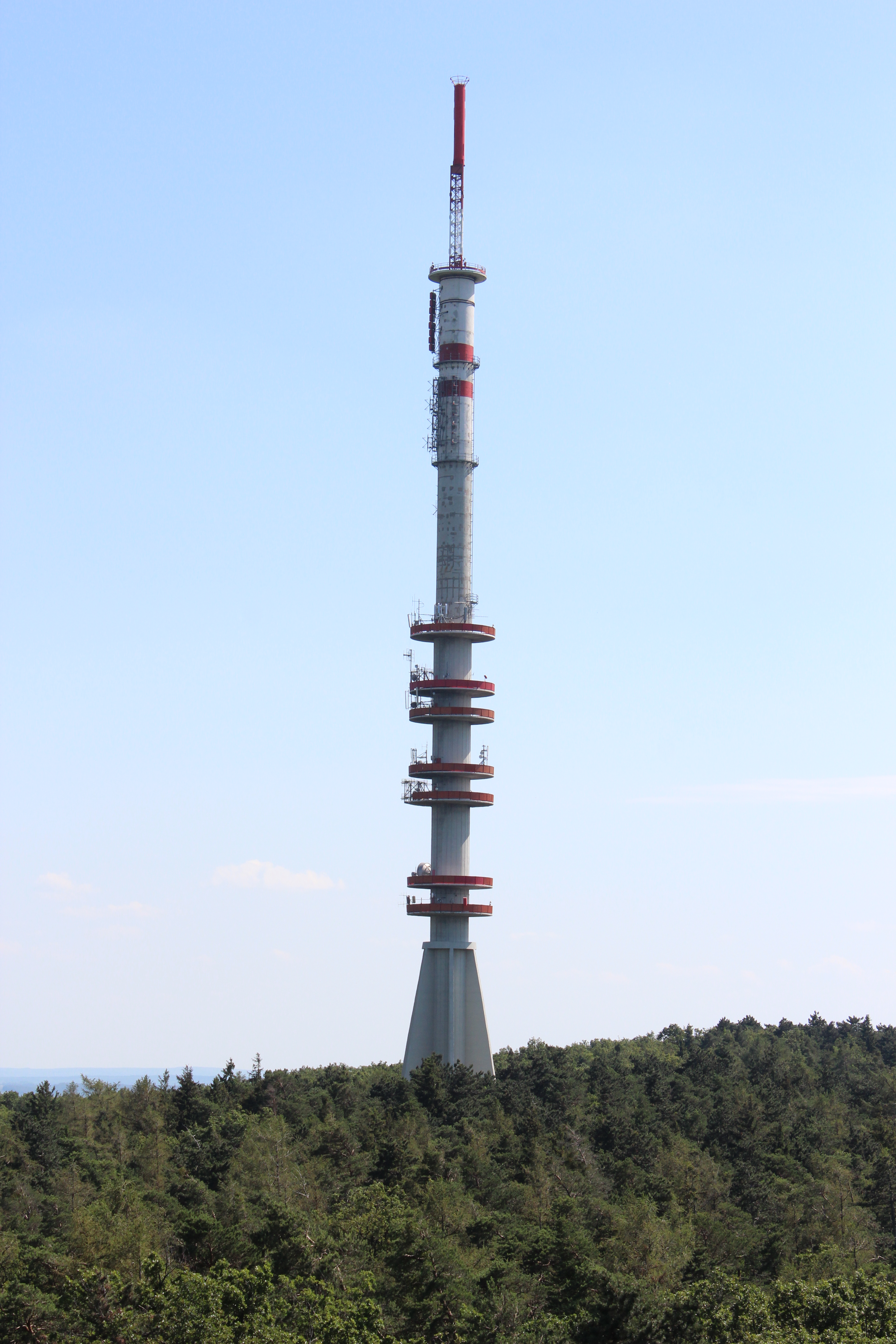
Sopron, Dalos-hegy (1966)
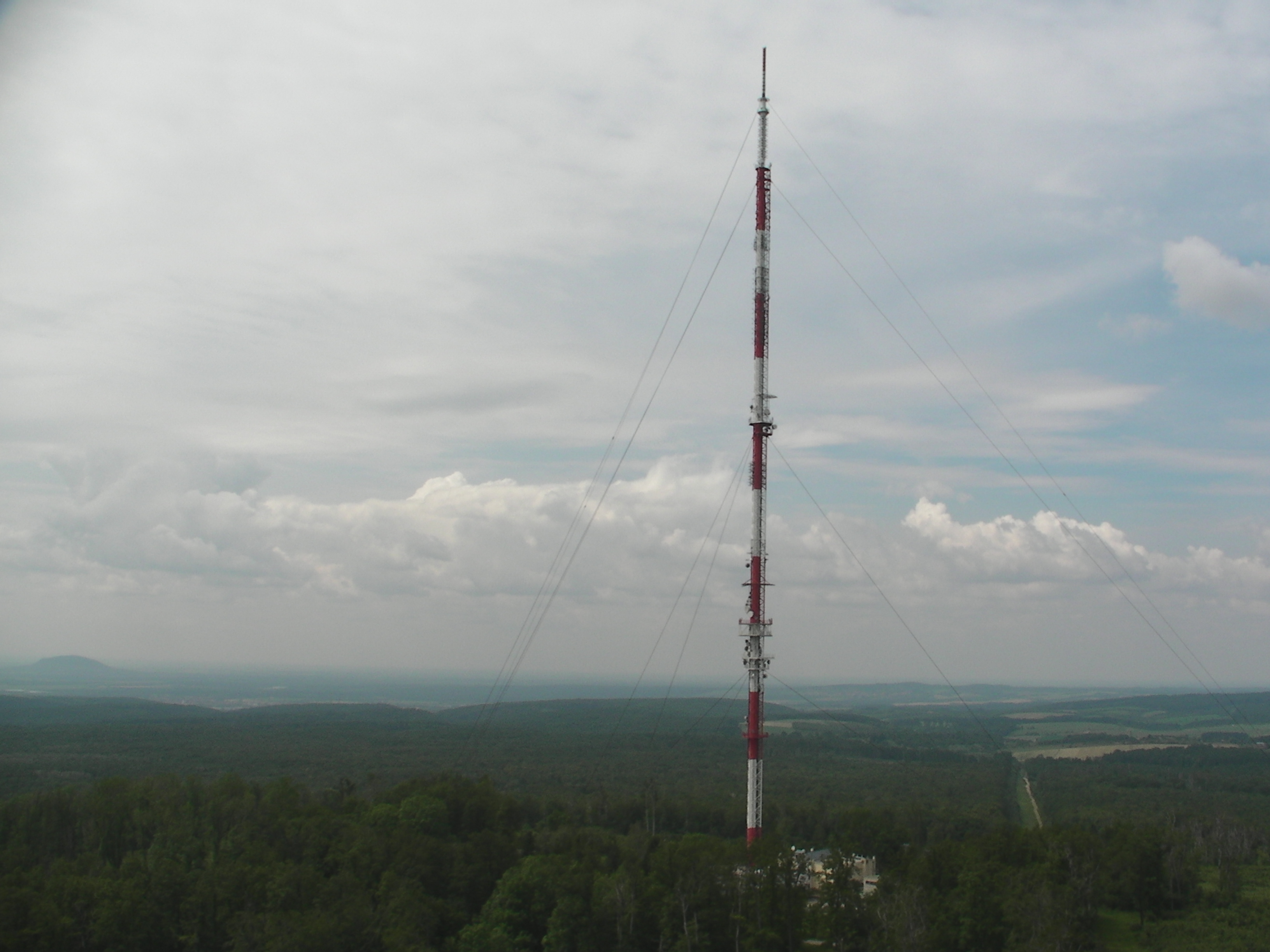
Kab-hegy (Nagyvázsony, 1962)
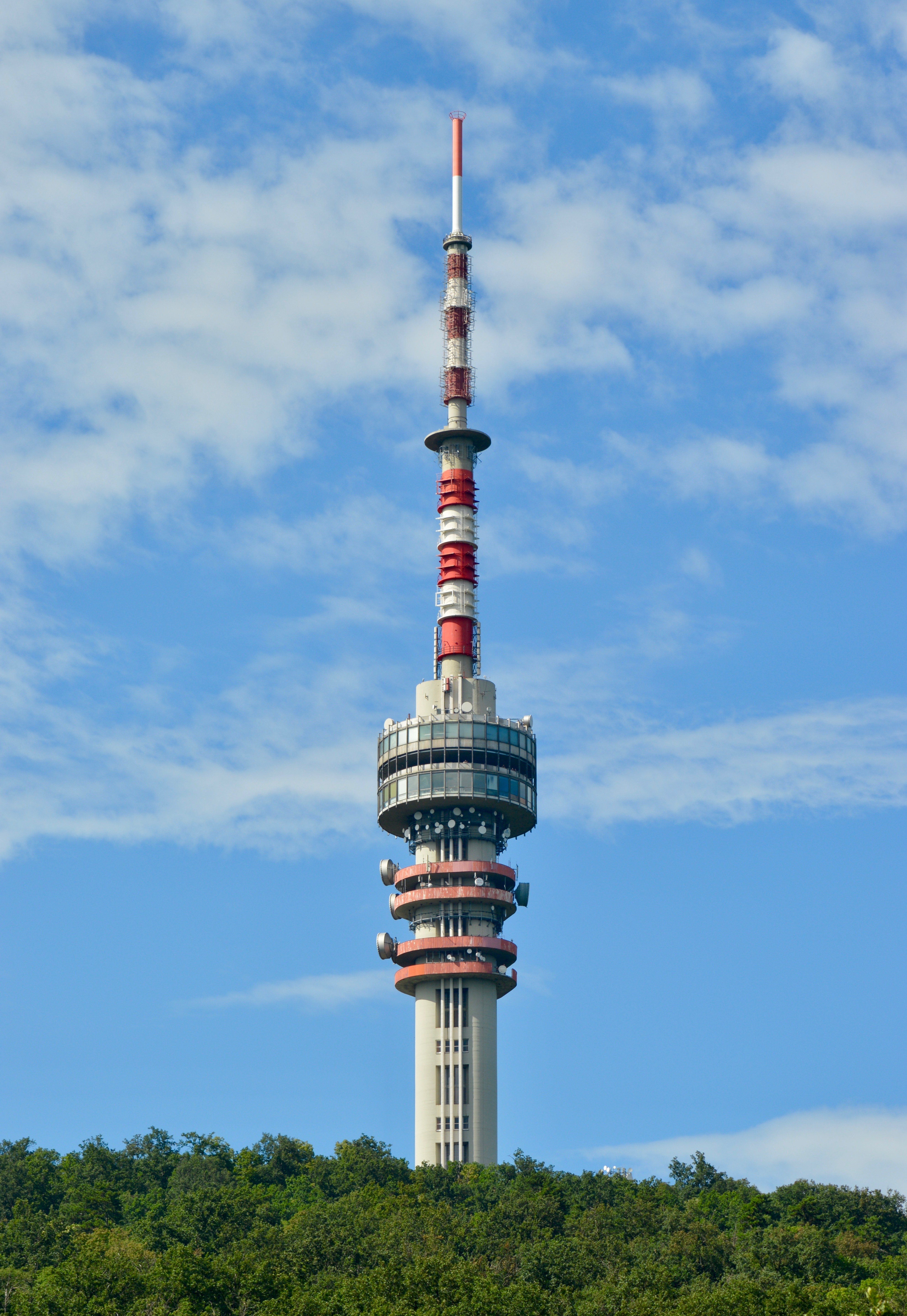
Pécs, Misina (1973)
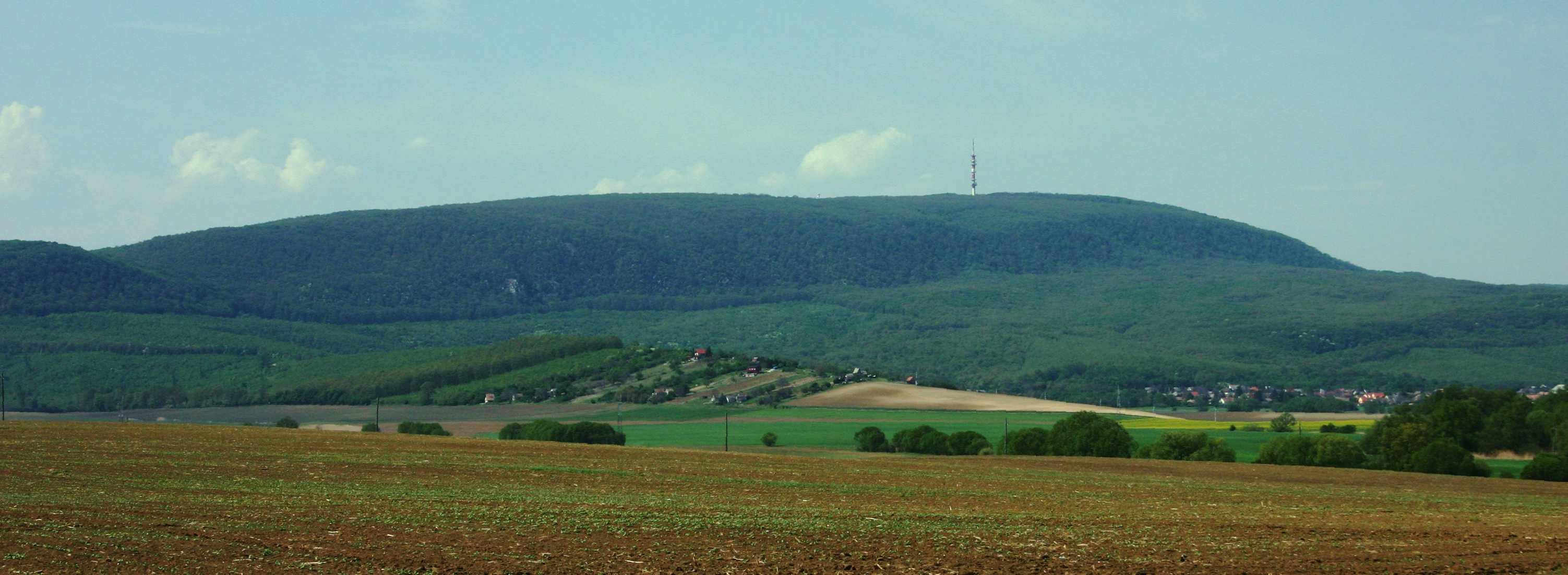
Nagy-Gerecse (Tardos) (1971)
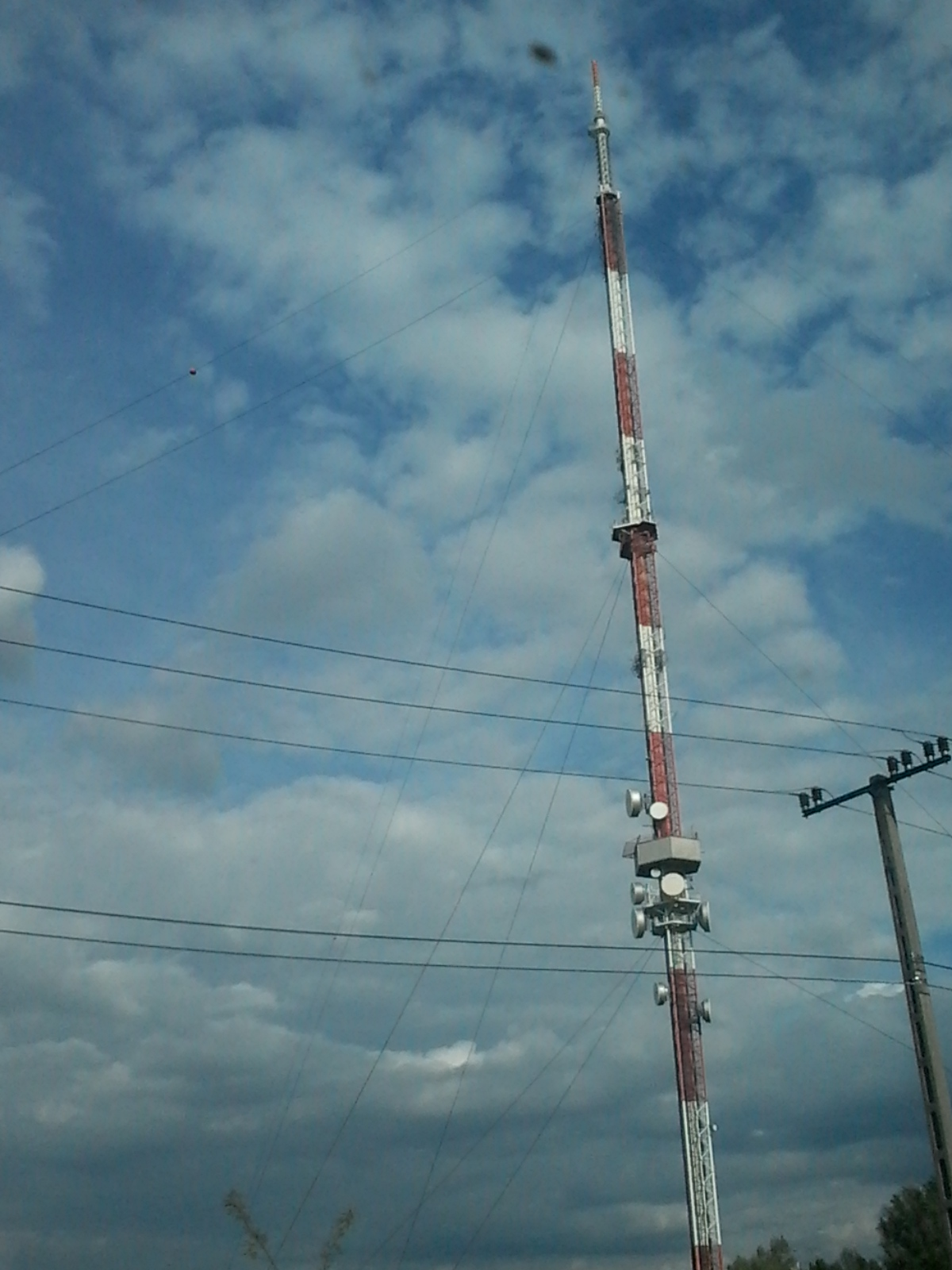
Szentes (1960)
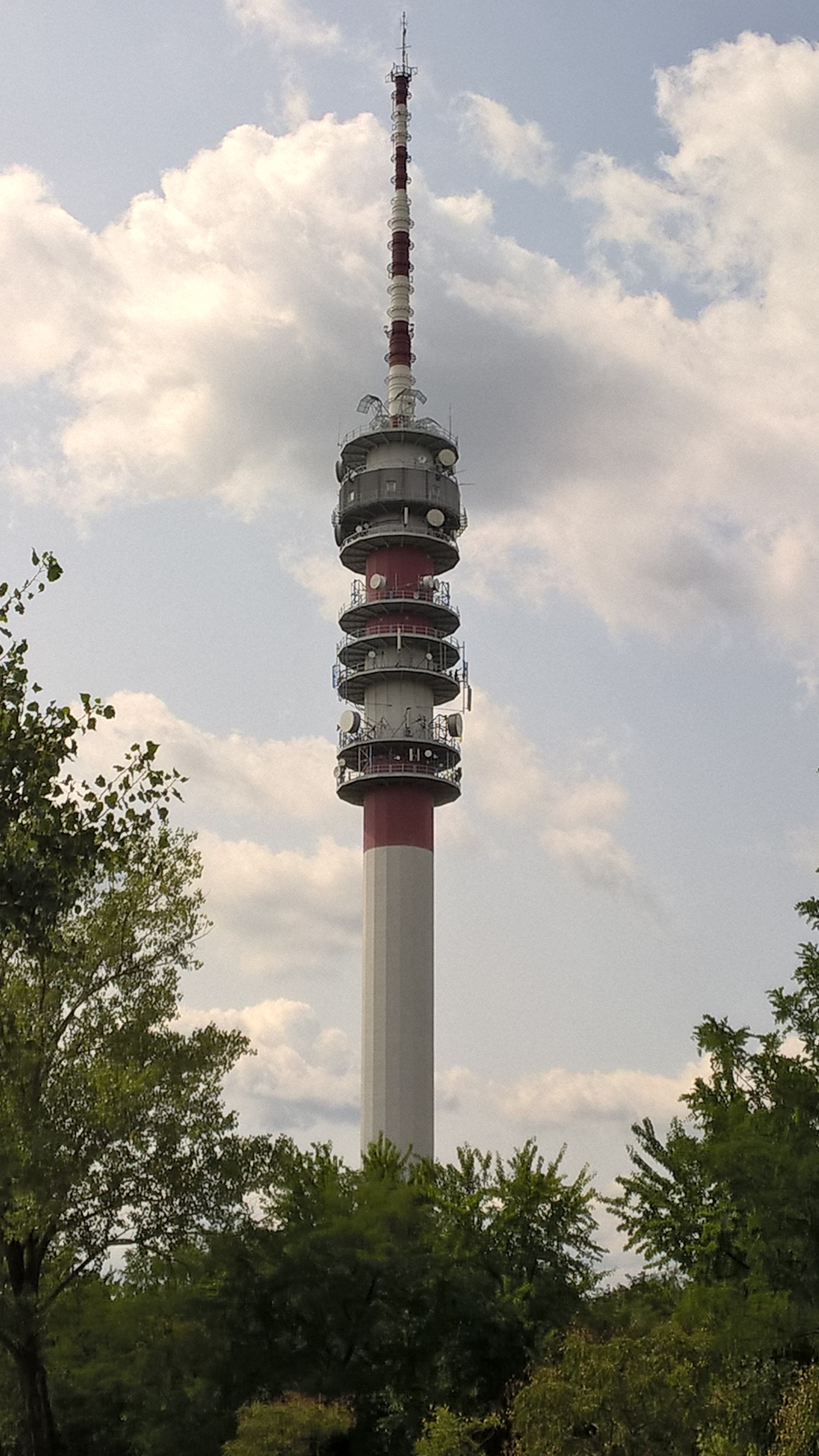
Kiskunfélegyháza (1987)
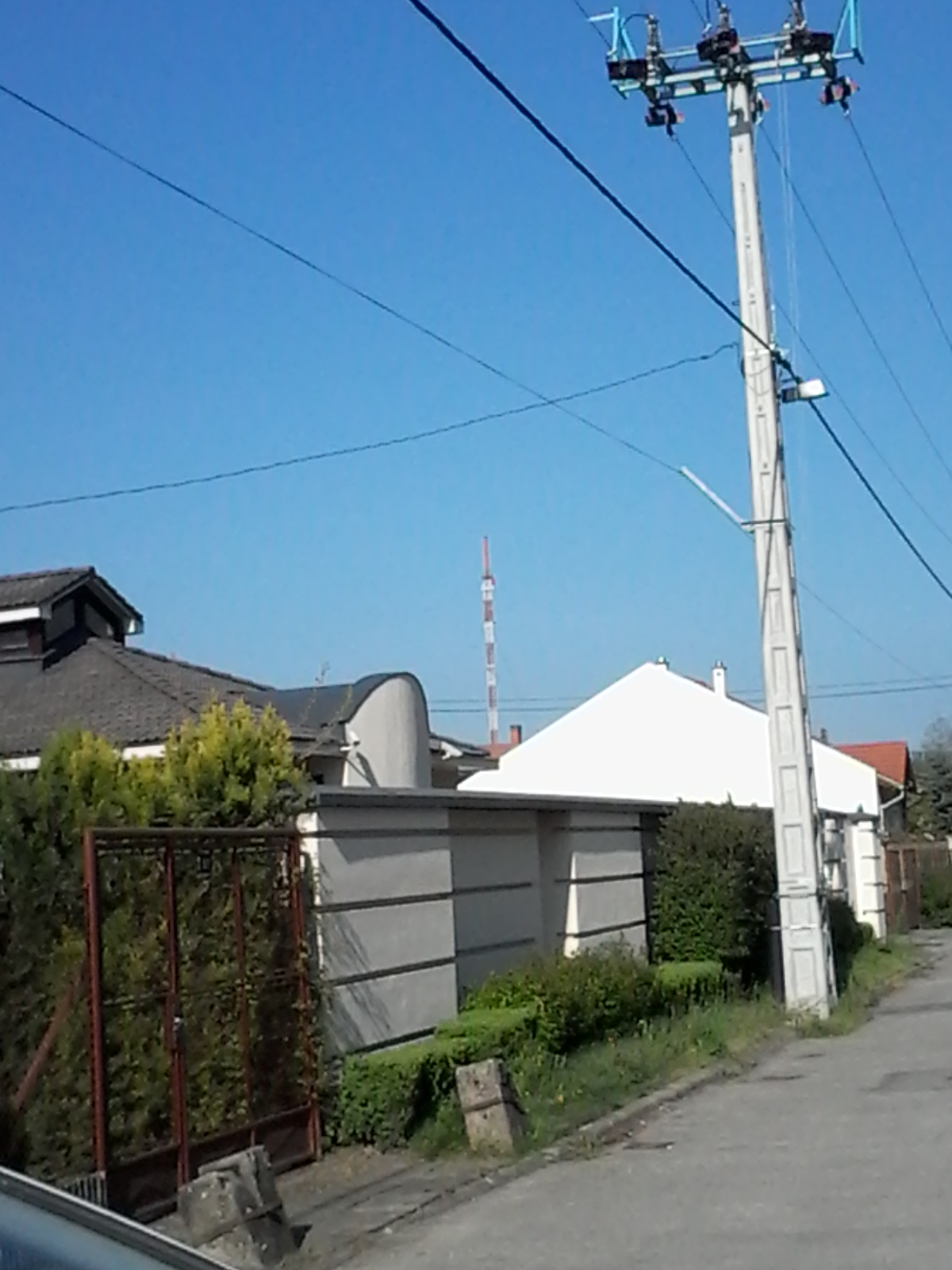
Újszeged (1988)
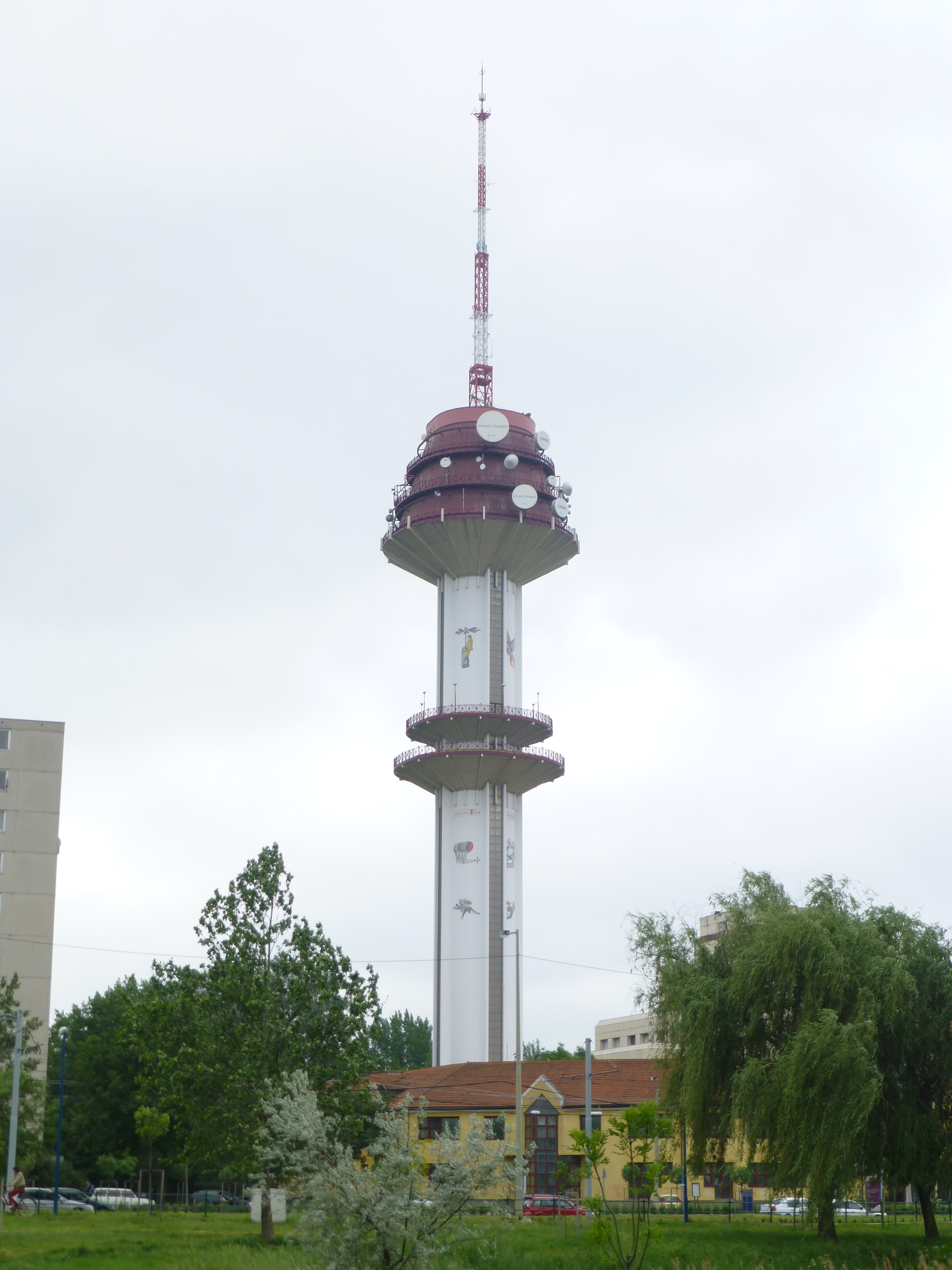
Rókus (Szeged, 1992)
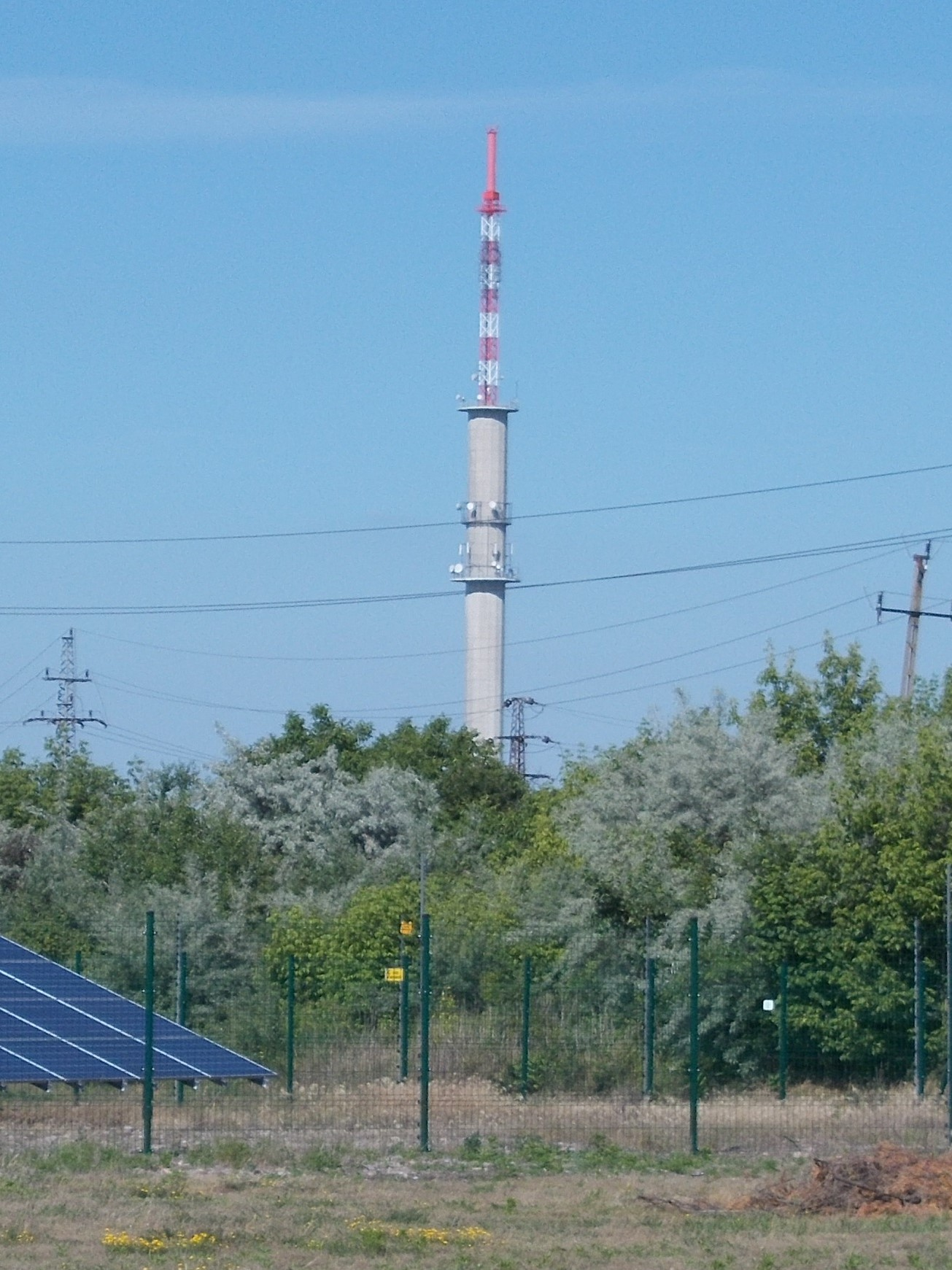
Kiskőrös
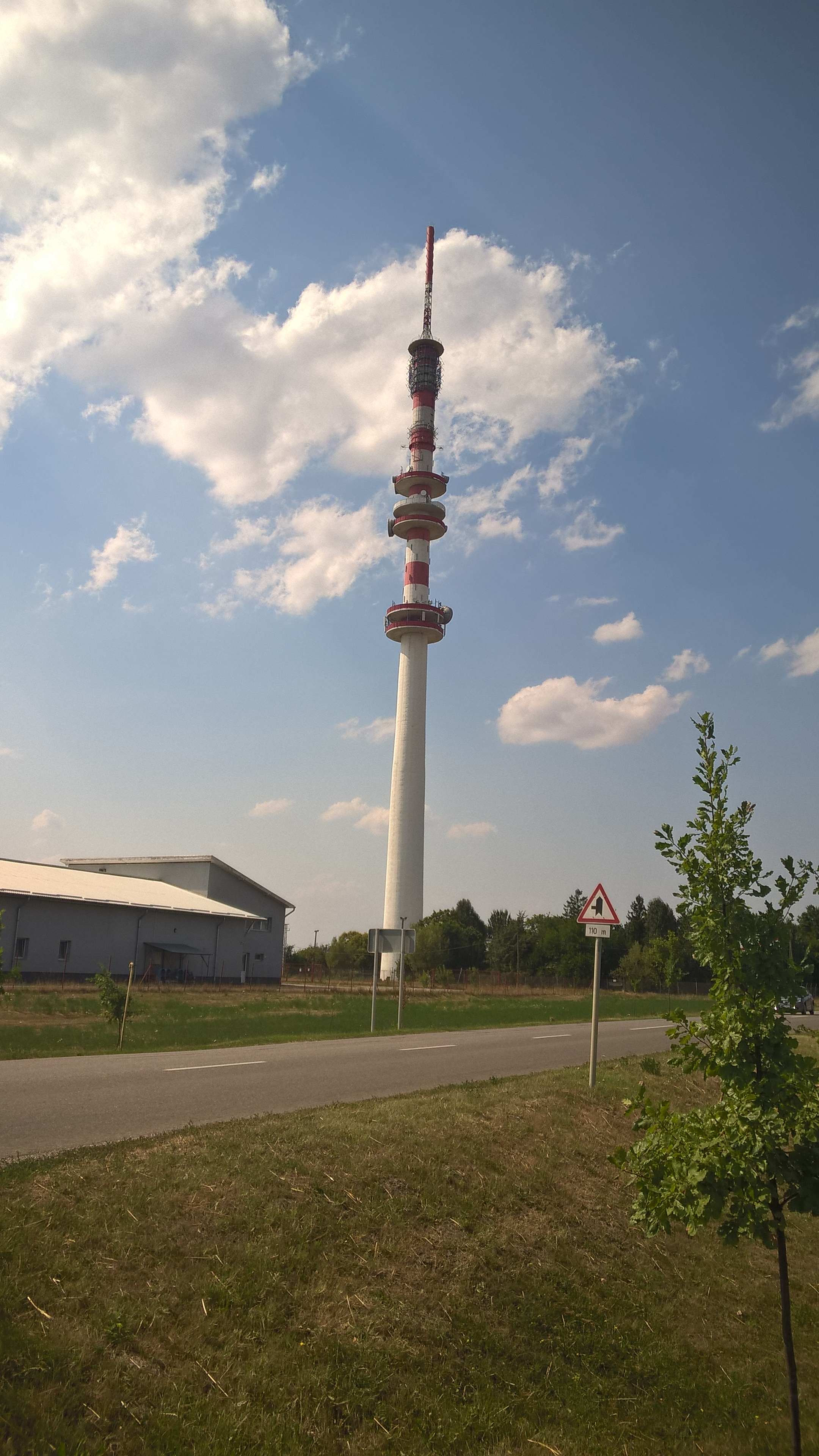
Komádi (1968)
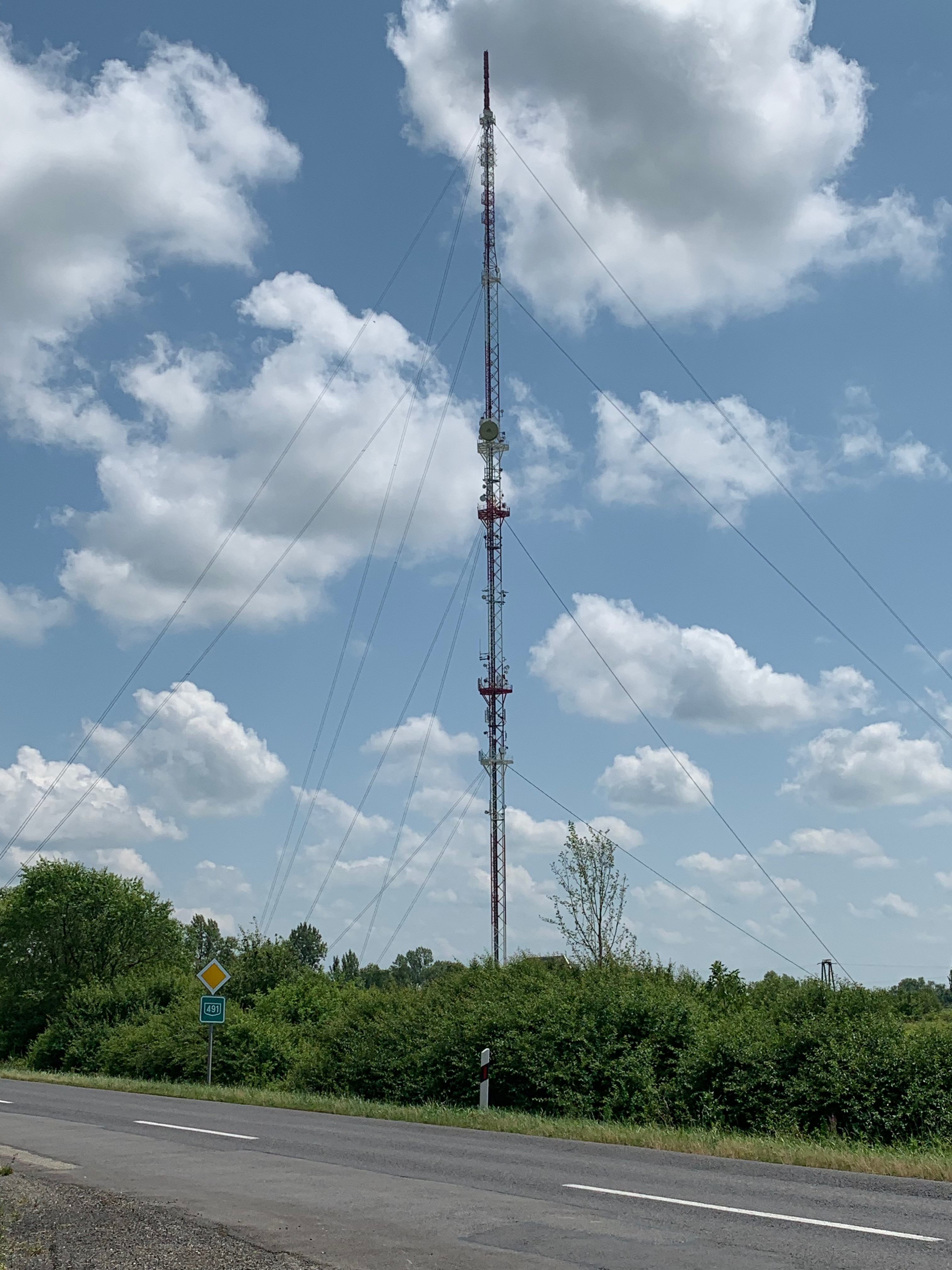
Penyige (1992)
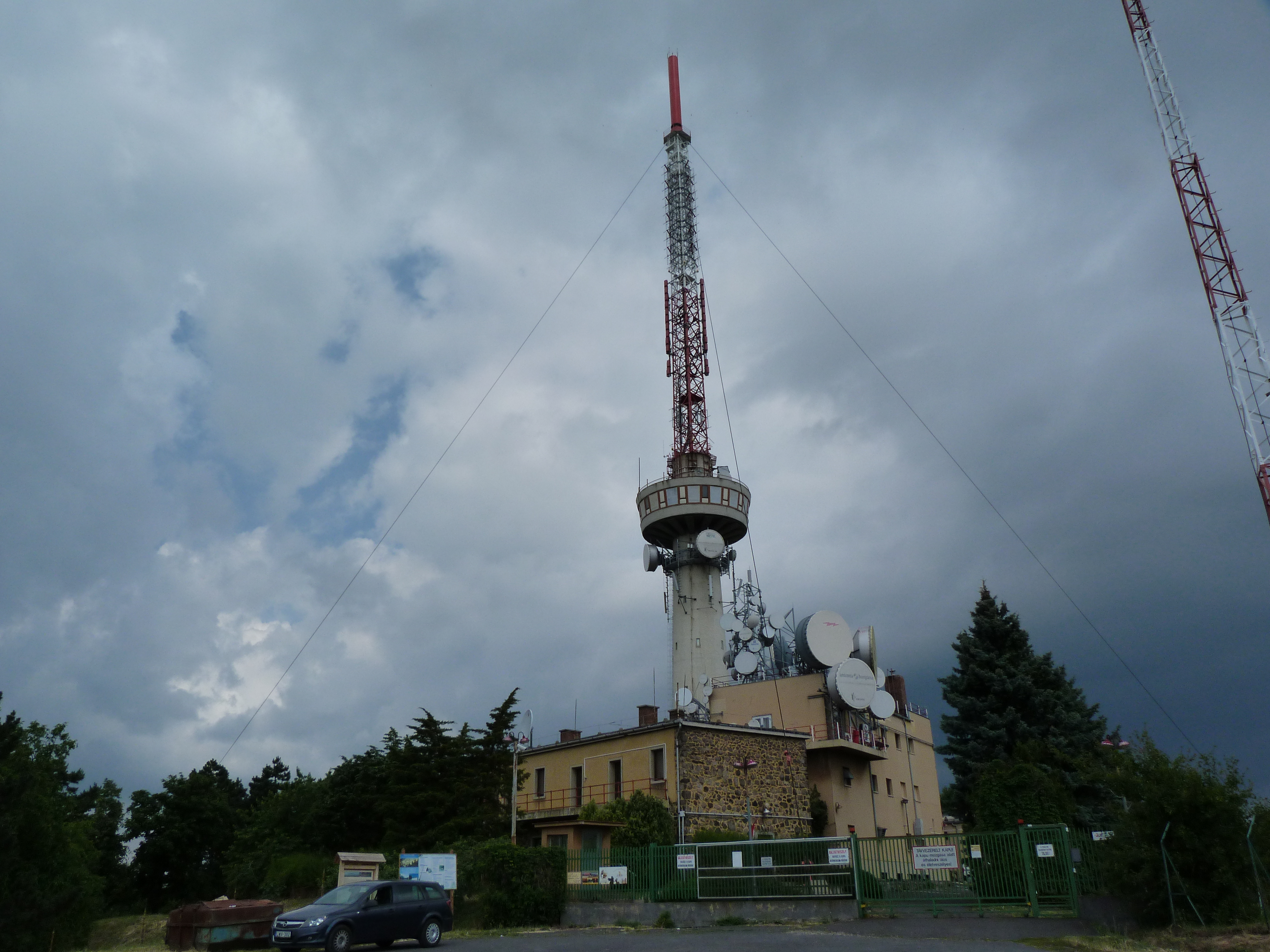
Tokaj, Kopasz-hegy (1960)
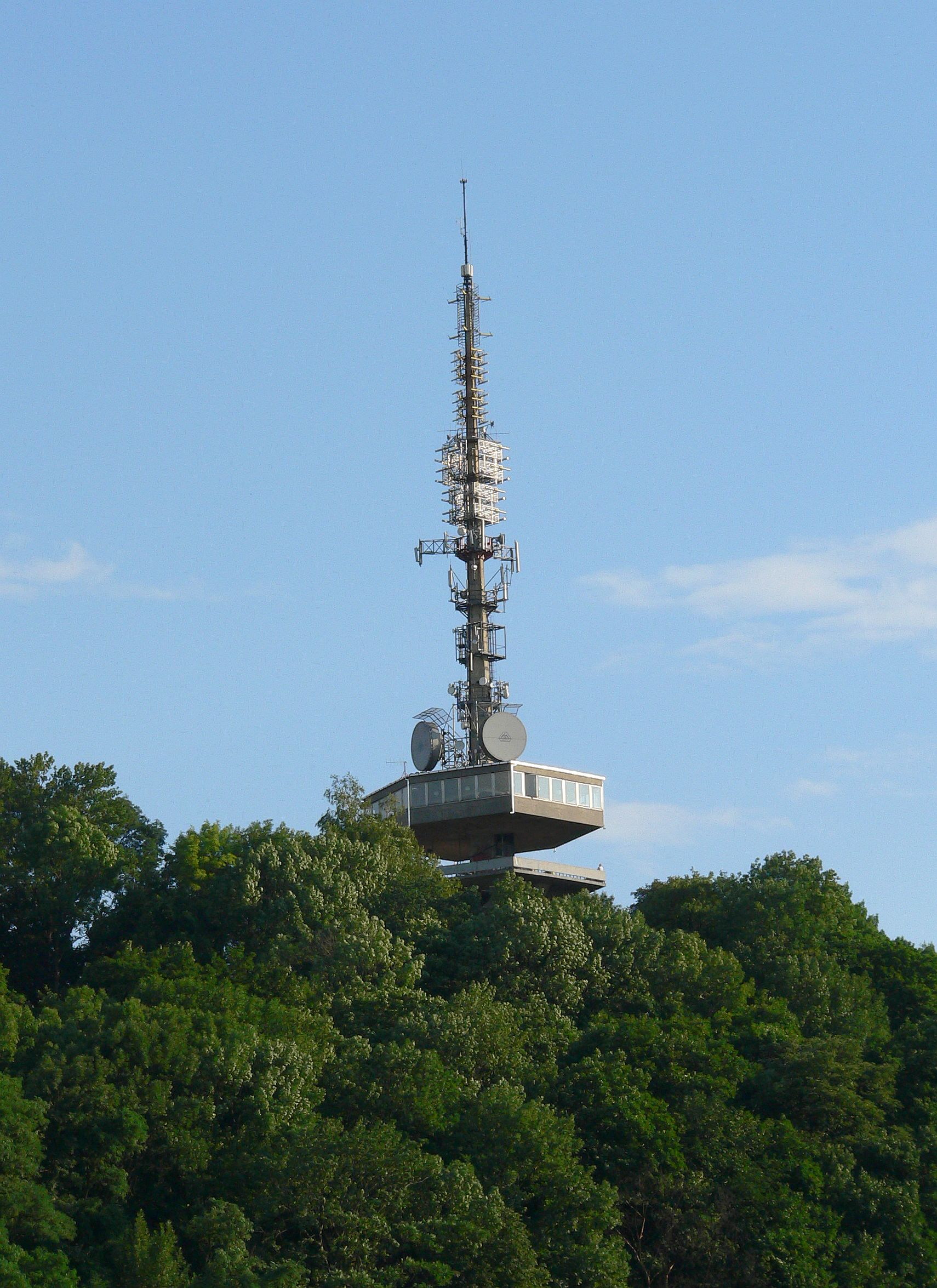
Miskolc, Avas (1963)
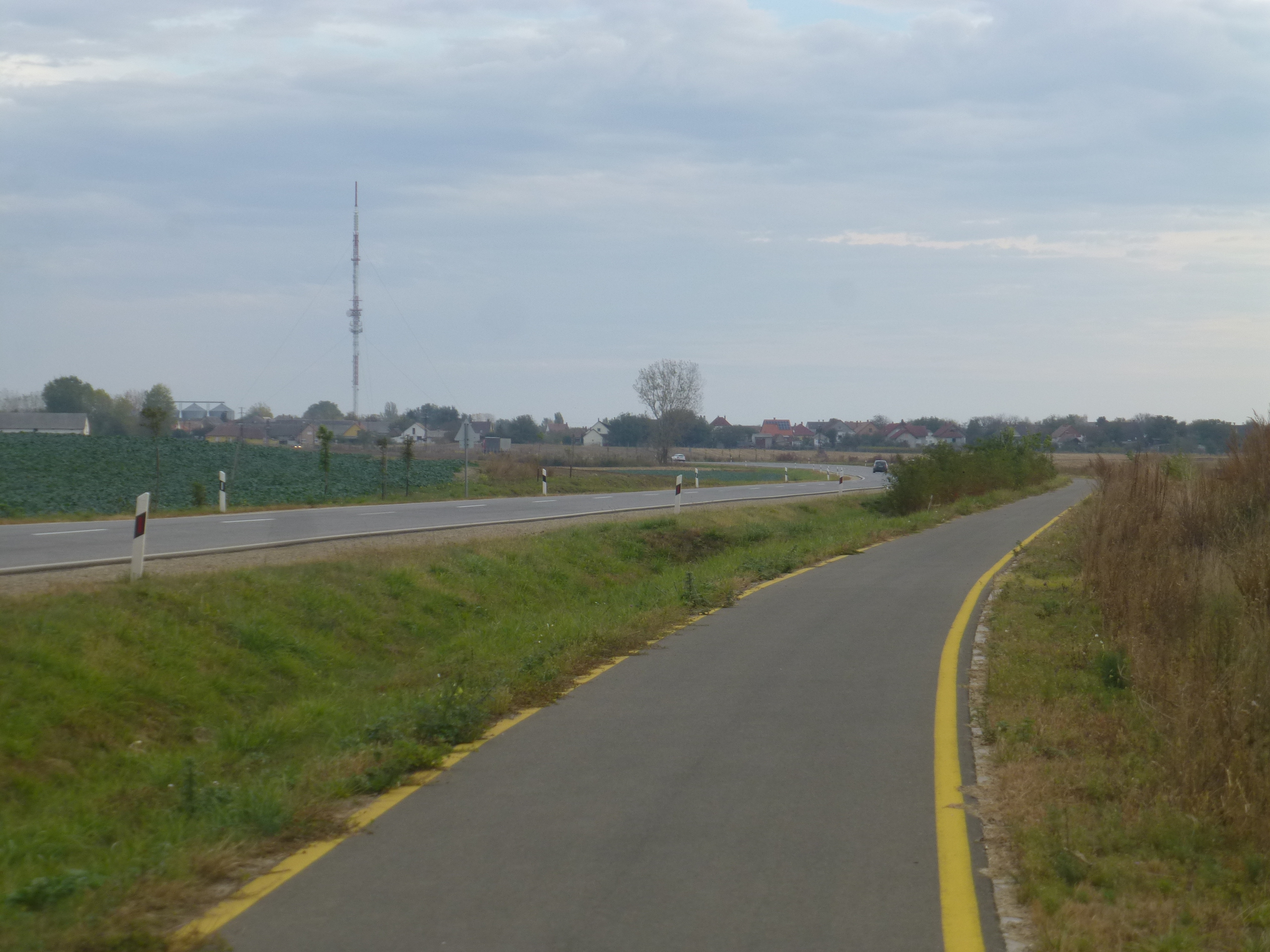
Csávoly (1989)
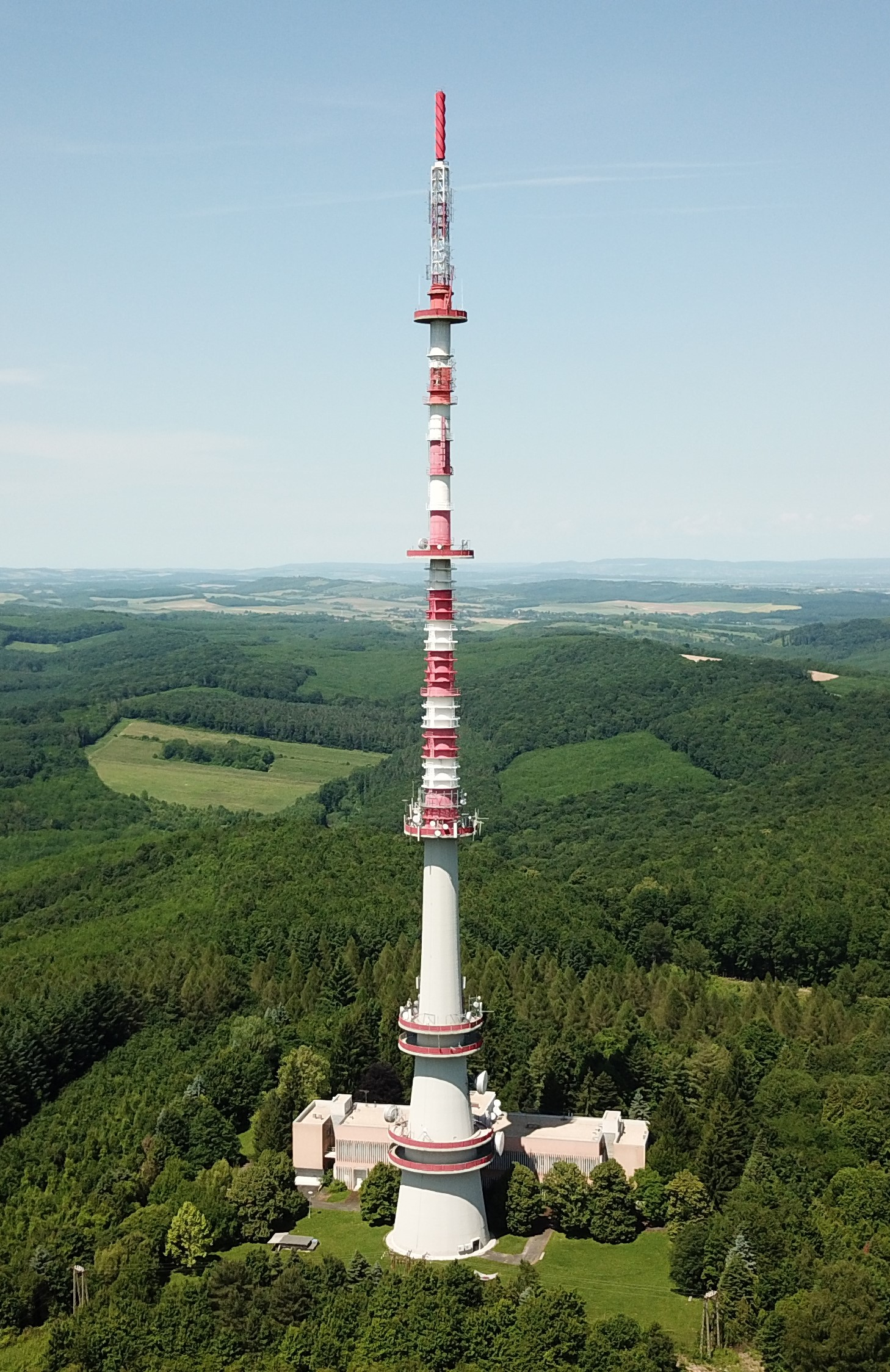
Újudvar (1973)
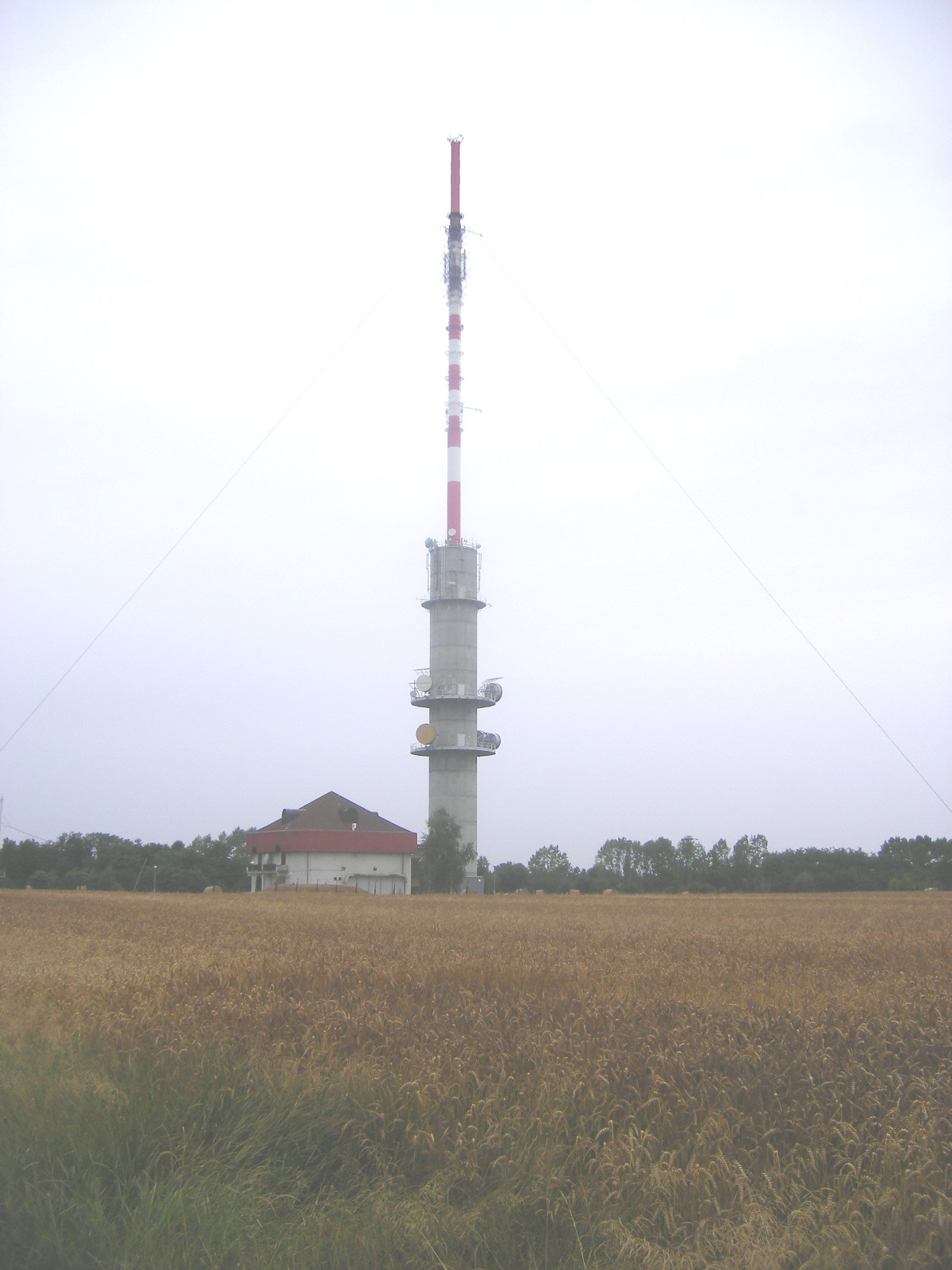
Hegyhátsál
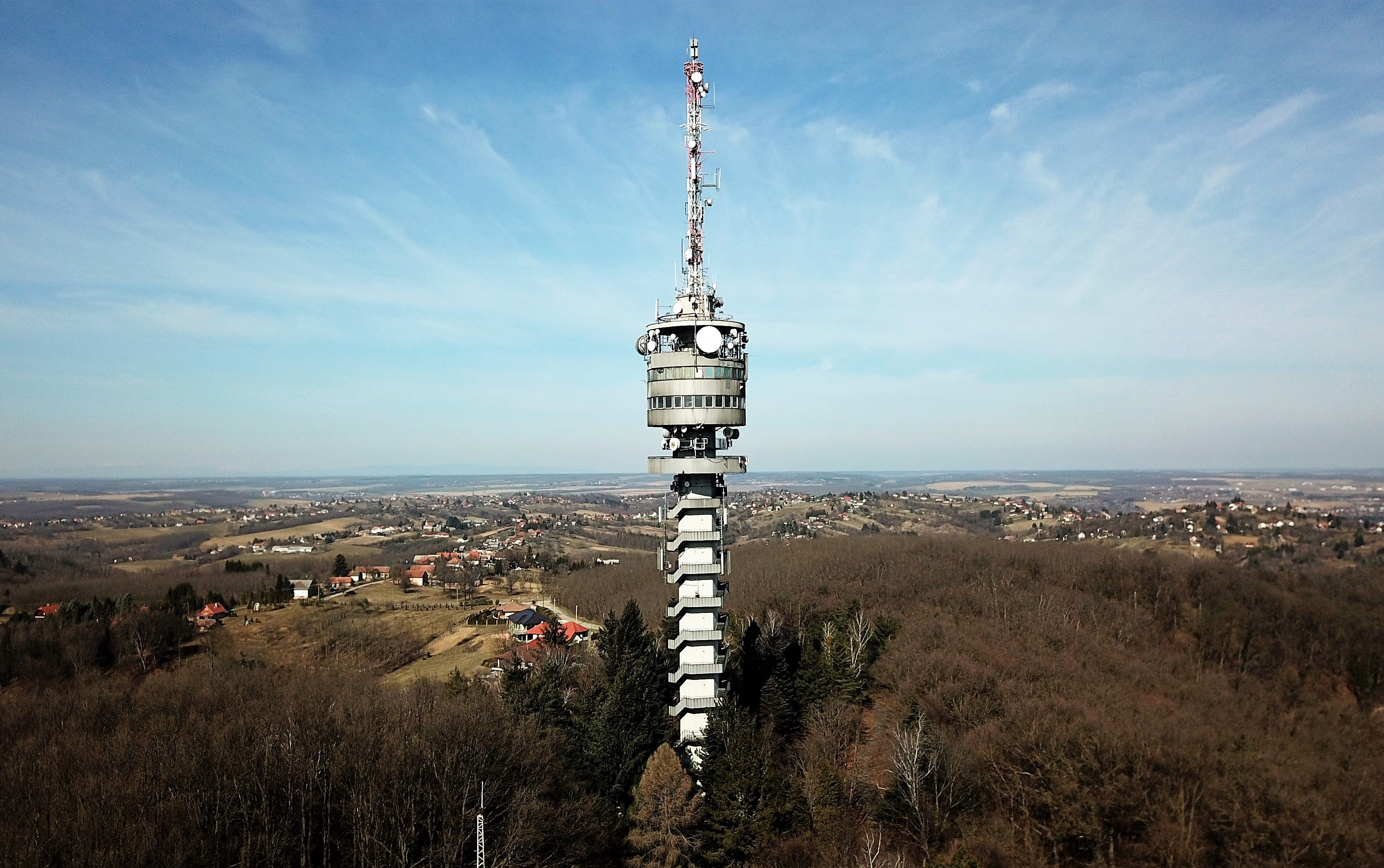
A bazitai torony Zalaegerszegen (1973)
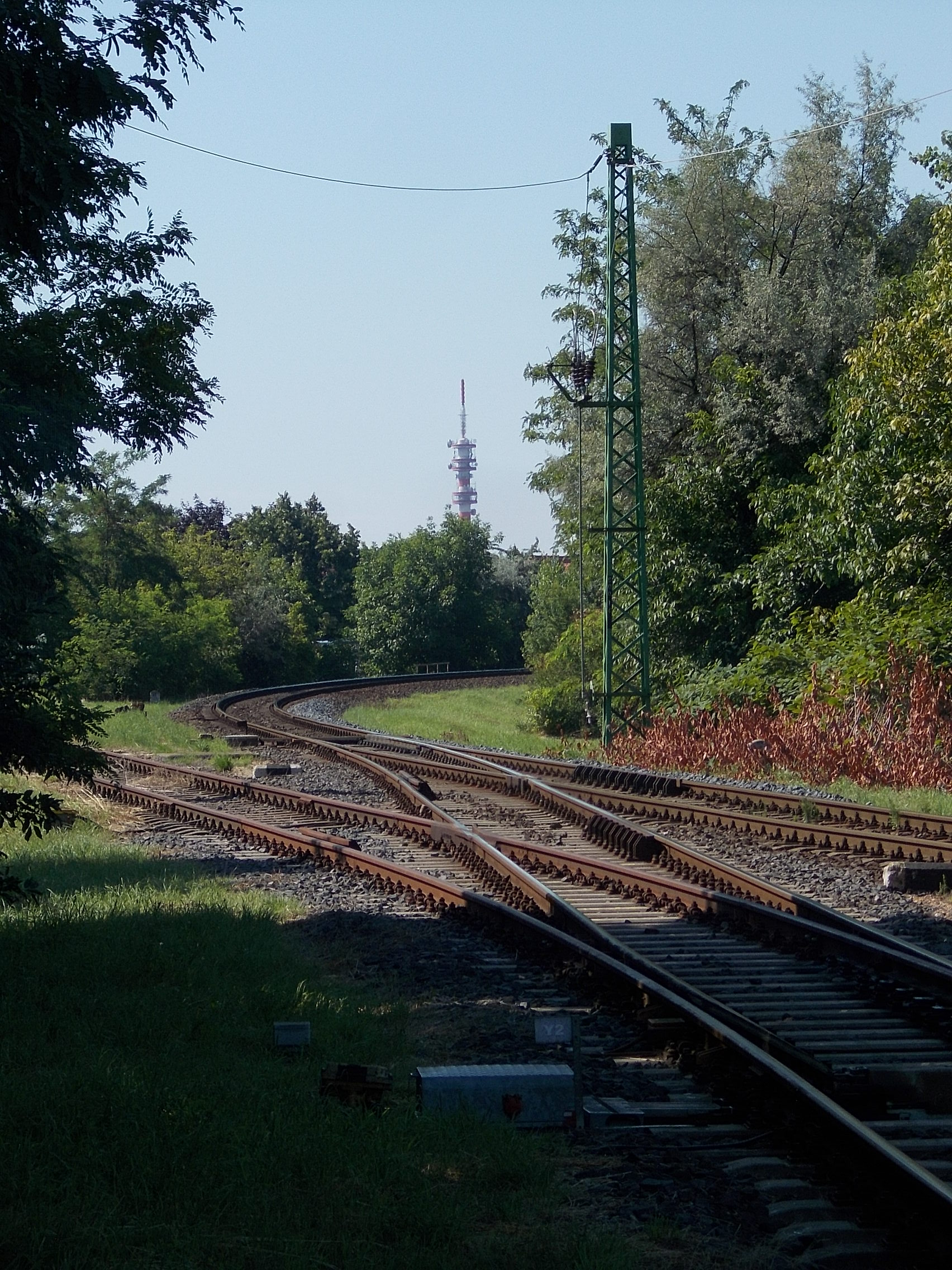
A szabadhegyi torony Győrben, a 10-es és a 11-es vasútvonal mögött (1970)
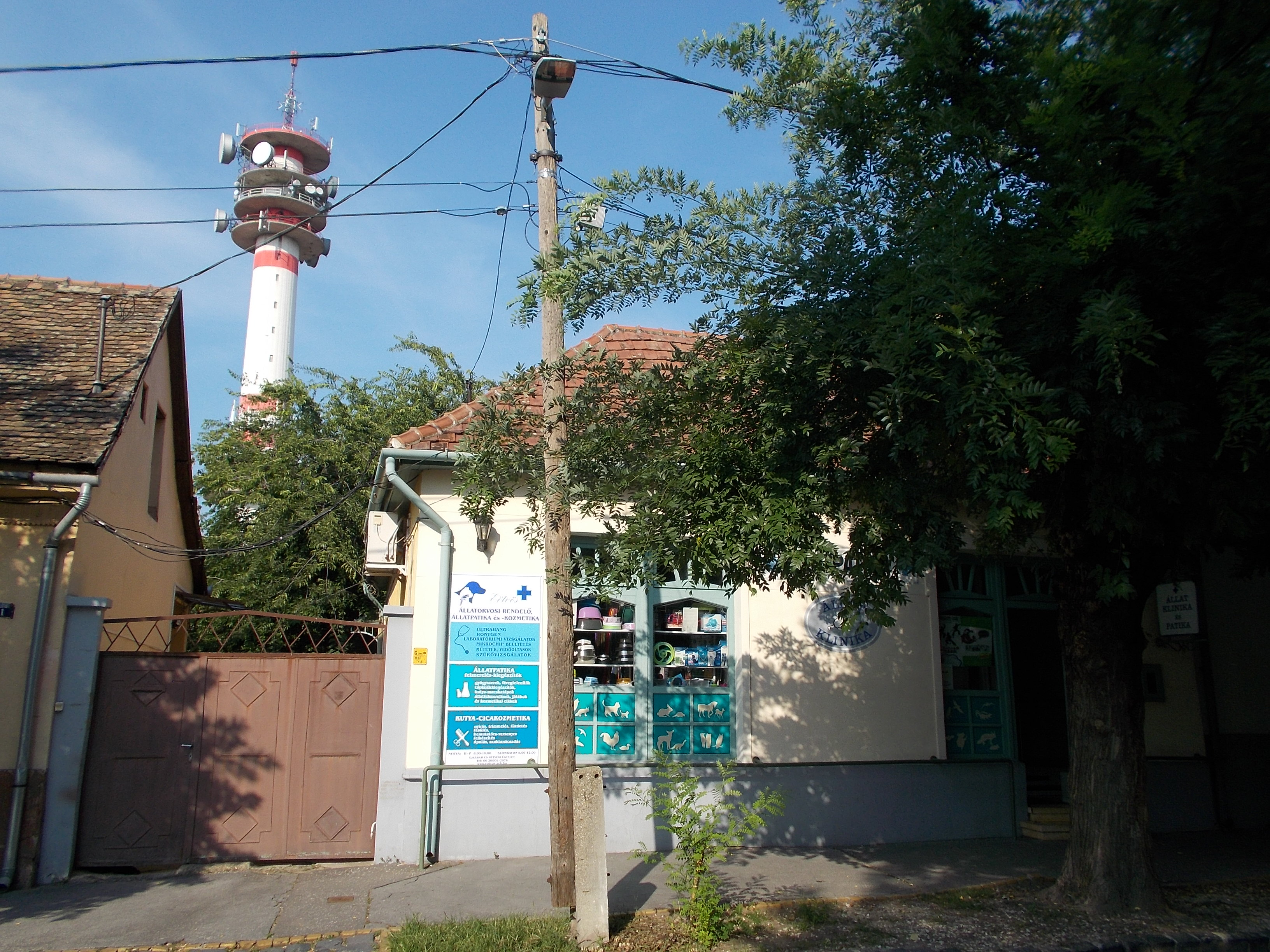
Cegléd
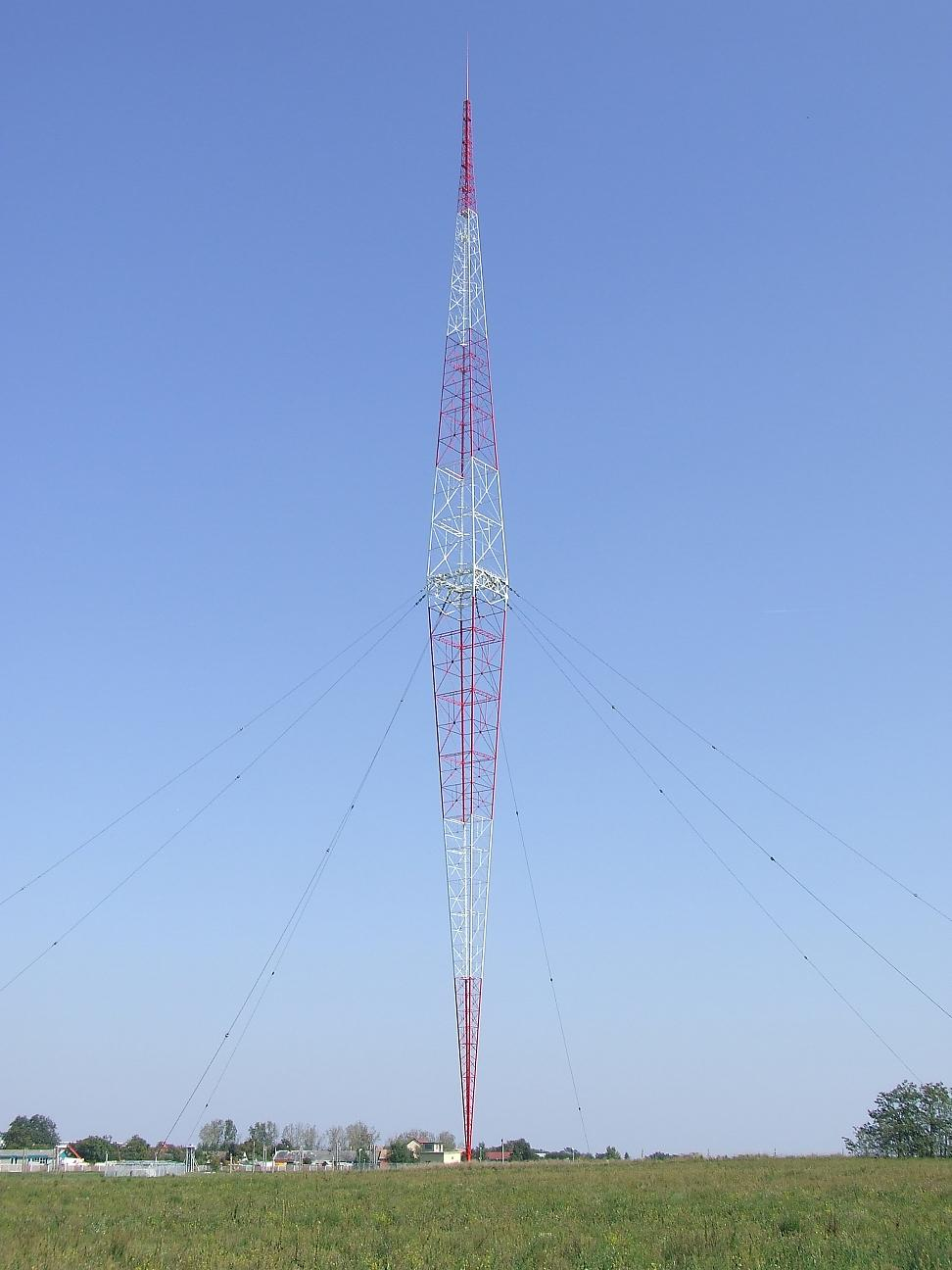
A lakihegyi torony Szigetszentmiklós mellett (1933)
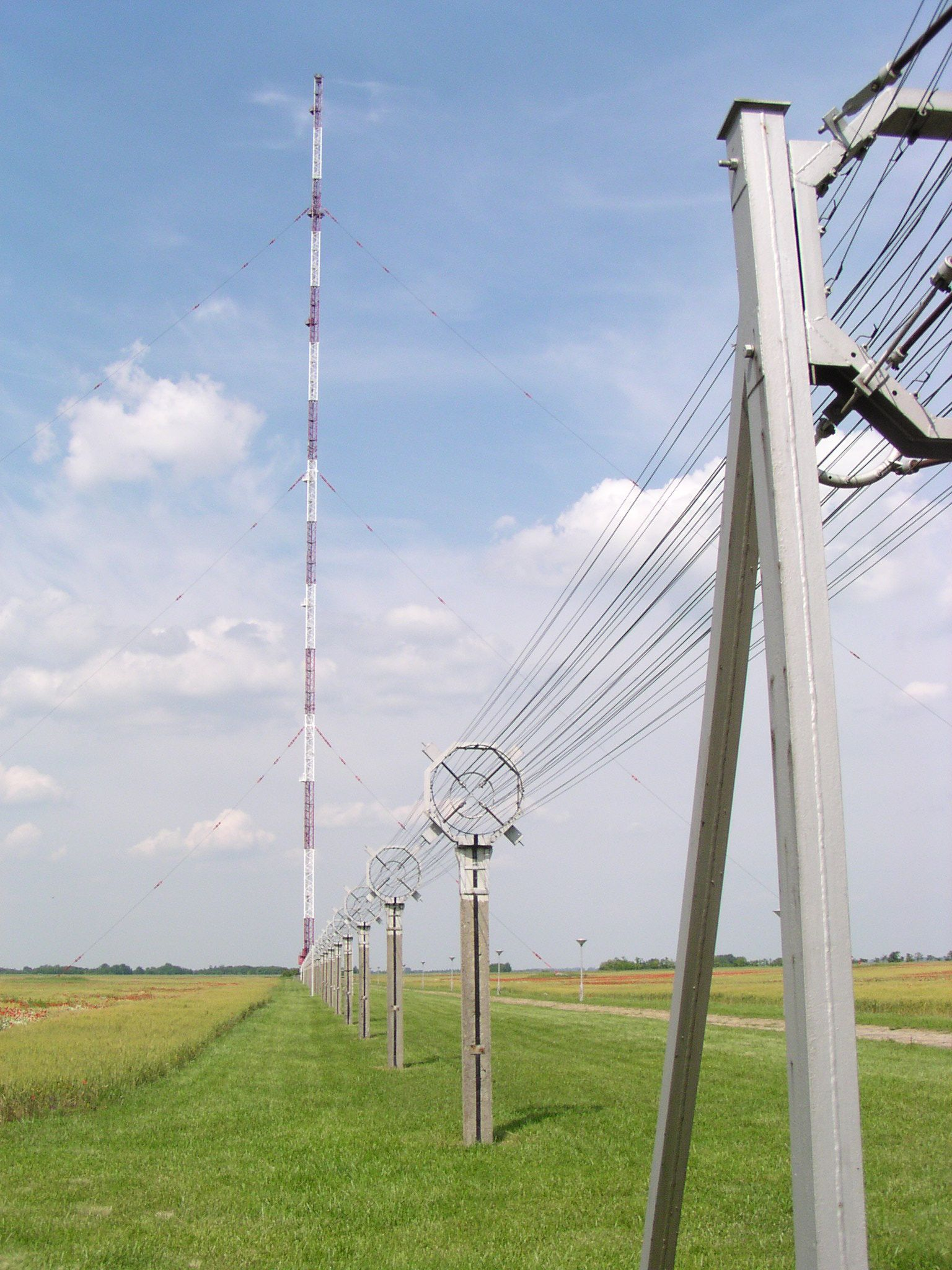
A solti rádiótorony (1977)
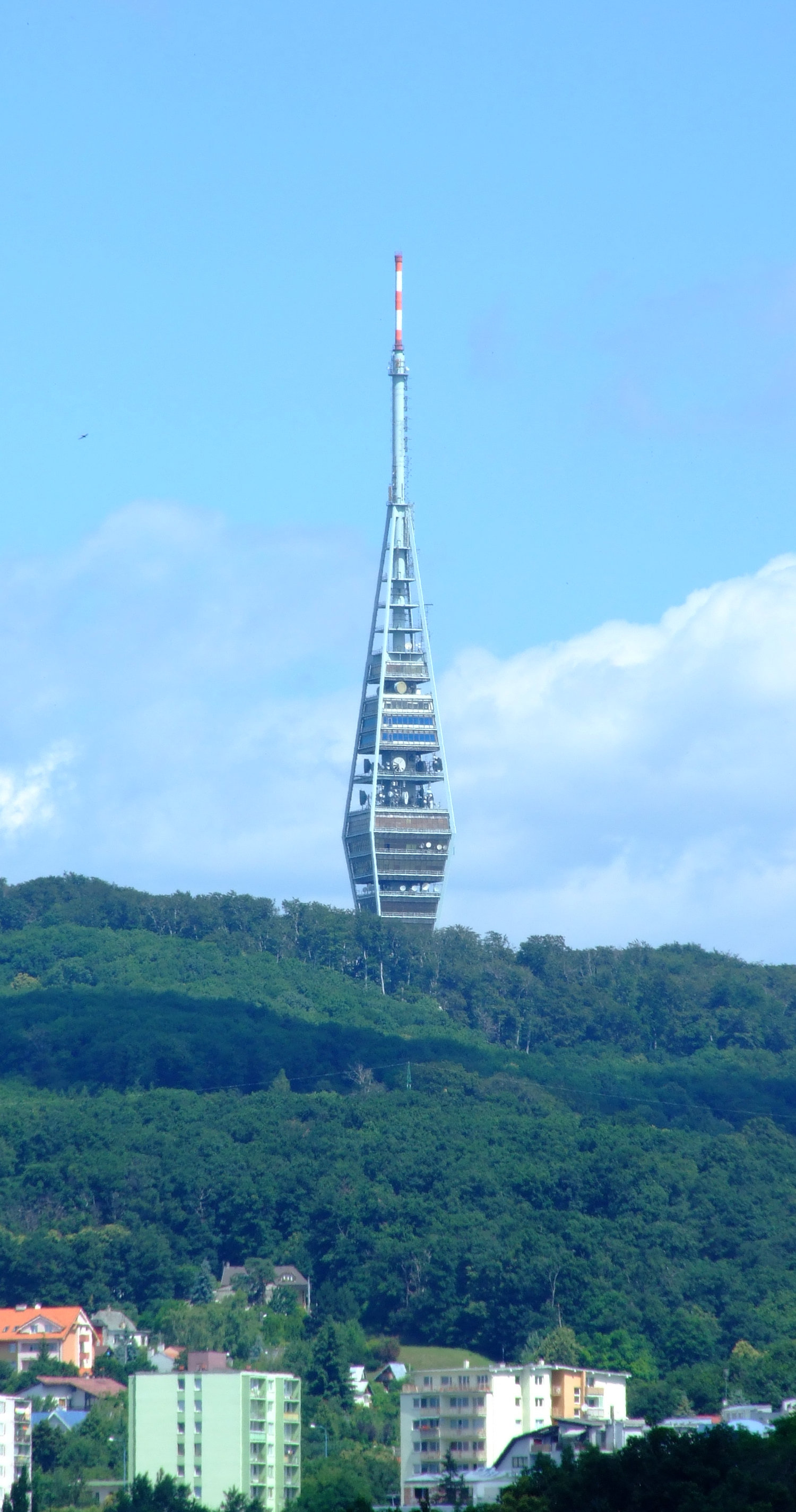
Zerge-hegyi TV torony, Pozsony (1975)
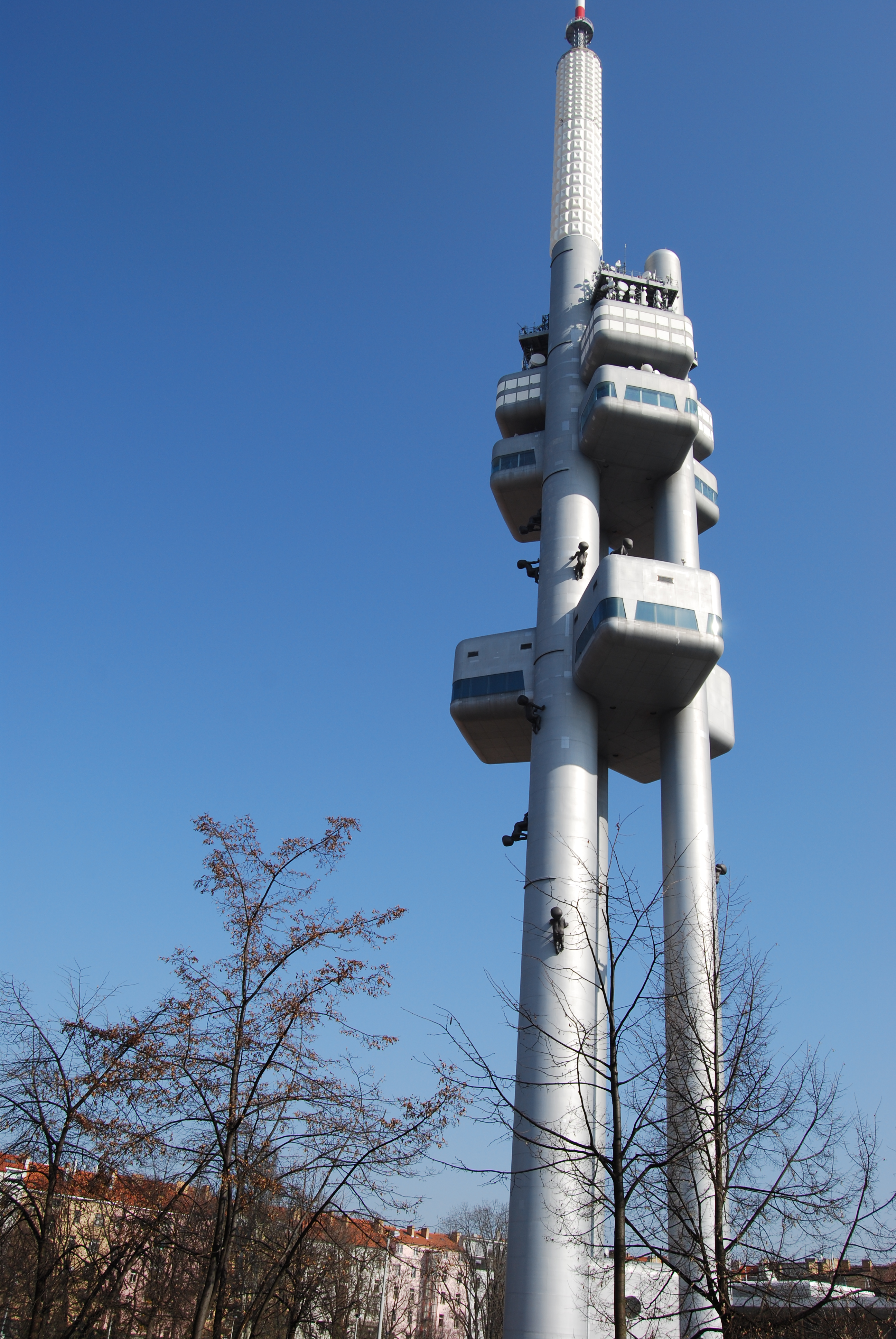
Zizkovi tévétorony, Prága (1992)
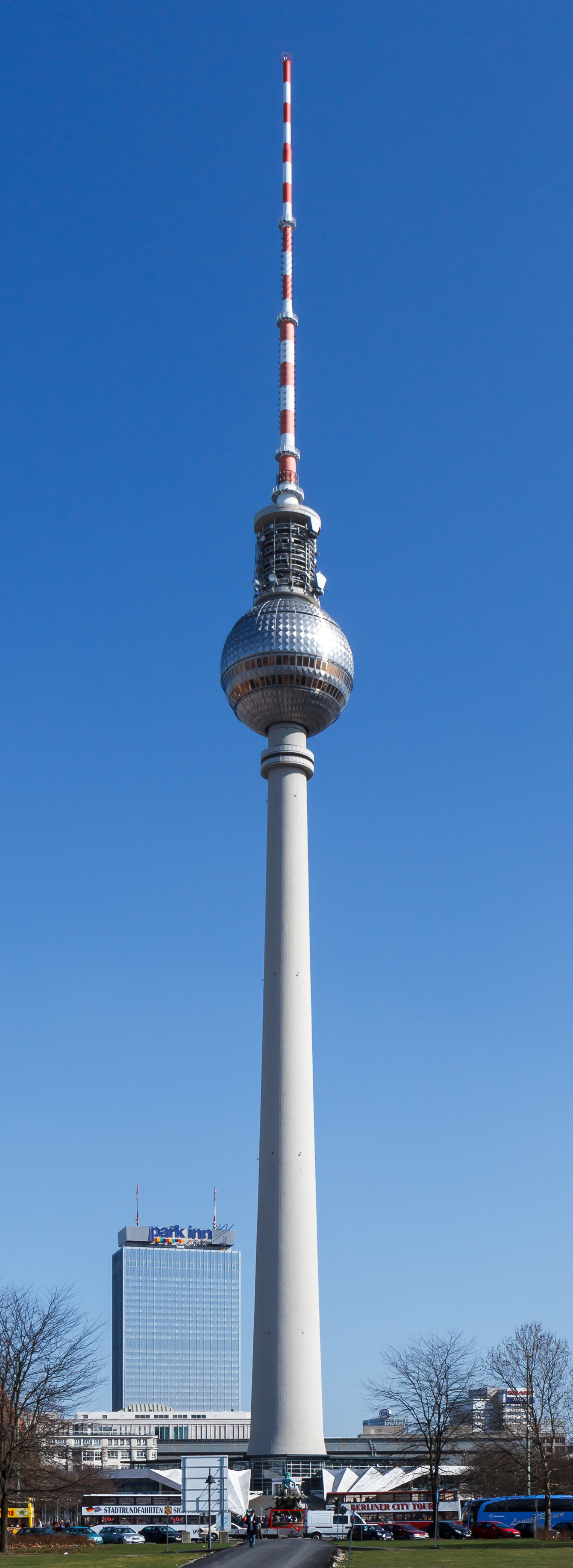
Berliner Fernsehturm, Berlin (1969)
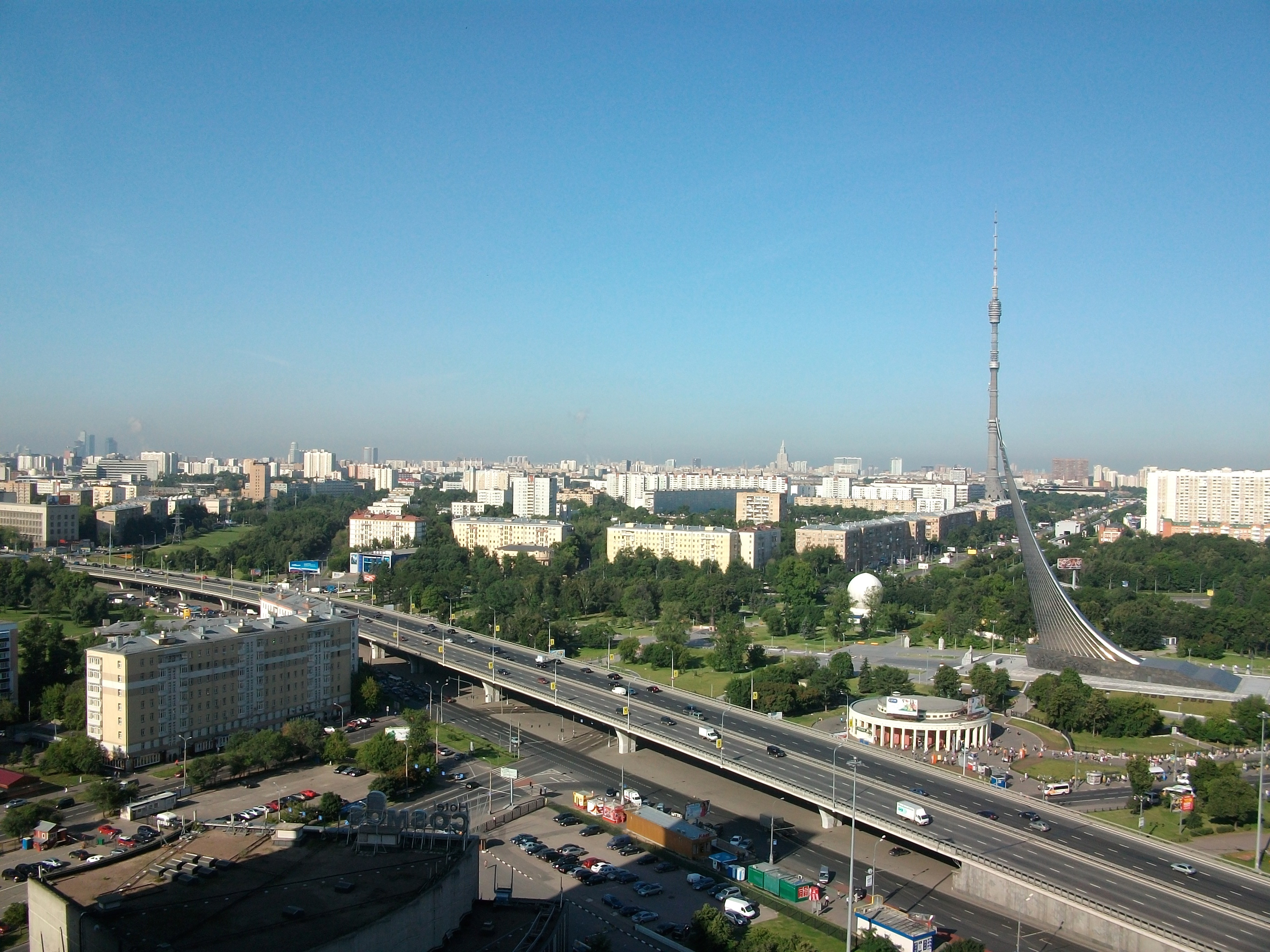
Osztankinói tévétorony, Moszkva (1963)
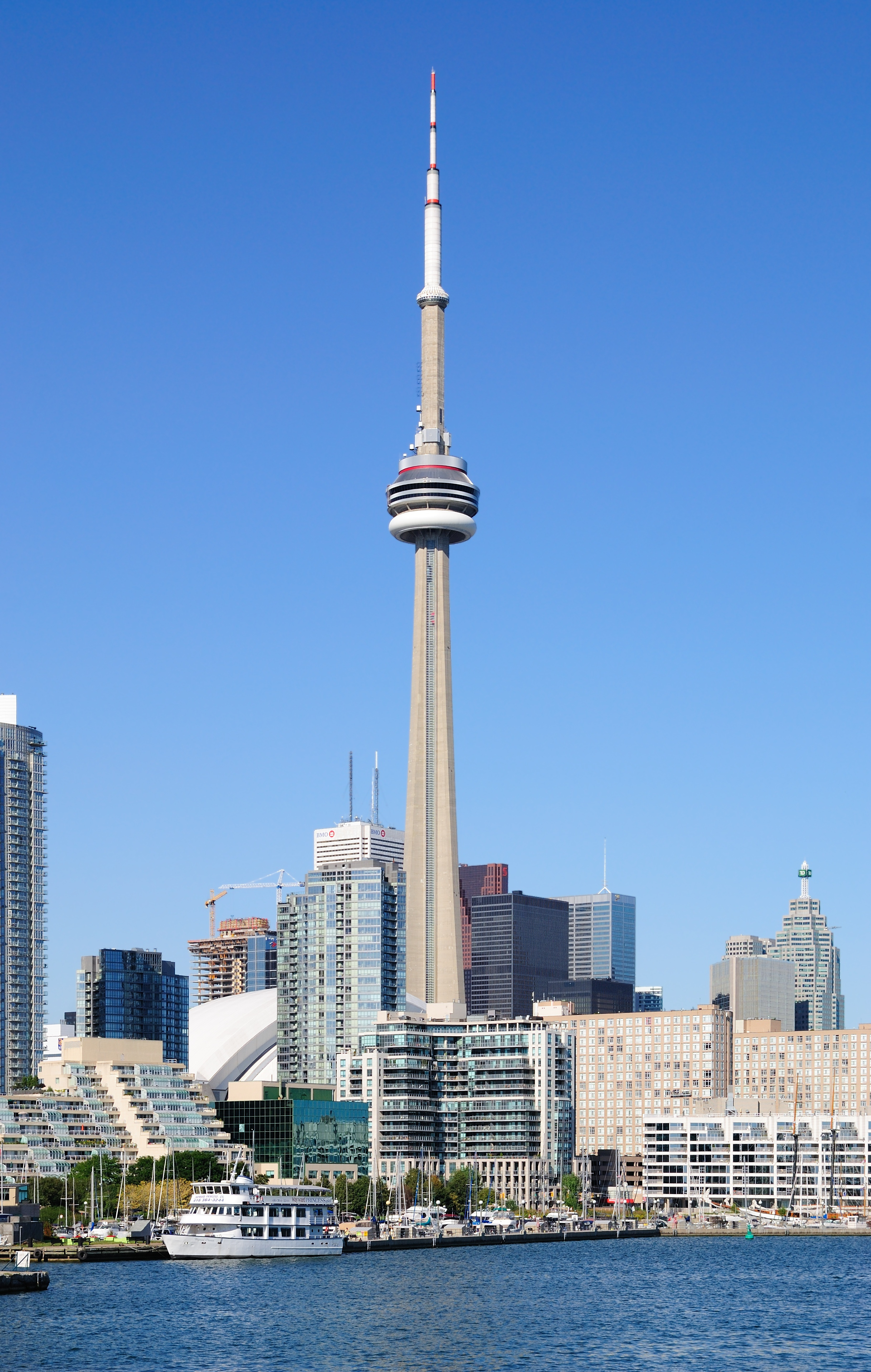
CN Tower, Toronto (1976)